# サブプライム住宅ローン危機
サブプライム住宅ローン危機（サブプライムじゅうたくローンきき、英: subprime mortgage crisis）とは、2007年末から2009年頃を中心としてアメリカ合衆国で起きた、住宅購入用途向けサブプライムローンの不良債権化である。
サブプライムローンへの投資を証券化し金融商品として取引可能にした「サブプライム・モーゲージ」は、金融市場で価格が下落するなどして、リーマン・ショック（世界金融危機）を代表例とする経済問題に発展した。年表については、サブプライム住宅ローン危機の年表を参照。

## 概要
サブプライム住宅ローン危機のおおもとの原因であるサブプライムローンとは、米国のサブプライム層を対象として、彼らの住宅購入用途向けに、ローンへの返済が滞った場合への担保として購入する住宅に抵当権を設定し、抵当貸付（詳細は譲渡抵当を参照）とした住宅ローン、即ちモーゲージ・ローンである。
米国では住宅ローンの証券化が広く普及しており、その債権を組み込んだ金融商品を所有していた金融機関は種類も数も多数に上る。米国の住宅の安定供給を目的として設立された、連邦住宅抵当公庫（ファニー・メイ）や、連邦住宅金融抵当公庫（フレディ・マック）などが、モーゲージ・バンクからサブプライムローンの債権をまとめて購入して証券化し、MBSという担保証券の中で比較的リスクの高いサブプライム・モーゲージとして市場に供給した。こうした制度によって発行されたサブプライム・モーゲージのうち、およそ80%が変動金利型のであったとされる。「住宅の値段が上昇し続ける」という考えのもと、サブプライムローンは過剰に供給されていた。
モーゲージ・バンクが貸し付けたサブプライムローンの返済が滞った場合、貸主のモーゲージ・バンクは、借主すなわち債務者であるサブプライム層の購入した住宅をその返済の一部として譲渡されるが、米国内での住宅価格が2006年中盤にピークを迎えた後に下落したため、サブプライム・ローンの多くが購入した住宅の譲渡をもってしてもローンの全額を返済し切れない不良債権となった。こうした事情を含む諸処の理由でリスクが増加すると、サブプライム・モーゲージの利回りは切り上げられた。更に住宅ローンの返済の滞納が増加したため、市場でのサブプライム・モーゲージの購入者は減り、サブプライム・モーゲージの価格は下落した。そしてサブプライム・モーゲージを保有していた金融機関や投資ファンド、政府系企業等は多額の損失をこうむり、世界的な信用収縮が起こった。
このため、市場原理主義や新自由主義の失敗例として、批判される事が多々ある。

### 用語に関する注意
サブプライムローンが住宅ローンを指すのに対し、サブプライム・モーゲージはサブプライムローンに紐付く抵当や抵当権である。だが報道機関などで双方を明確に区別して使われる場合は少なく、抵当権を証券化した金融商品であるサブプライム・モーゲージ証券の事を、あたかもローンであるかの如くサブプライムローンと呼んでいるケースも多々見られる。なお、本項の記事名である「サブプライム住宅ローン危機」という日本語名の原語の表現は実際には「サブプライム・モーゲージの危機」を意味するものである。

### 語義
リーマン・ショックは、2008年9月15日に米国の大手投資銀行であるリーマン・ブラザーズが倒産した事を引き金に発生した。
関与を疑われた銀行は、後に次々と和解金を支払い、関与の違法性を含む事件の真相をうやむやにしている。
2015年2月4日現在、主な原告であり、ファニーメイとフレディマックを監督する米連邦住宅金融局は、一部の住宅ローンについて元本削減を引き続き検討しているという。
このような経緯から、サブプライム住宅ローン危機あるいはサブプライム問題の語は、広義として、リーマン・ショックを契機として発生した世界金融危機を含めて指す場合がある。

## 背景と事件の経緯

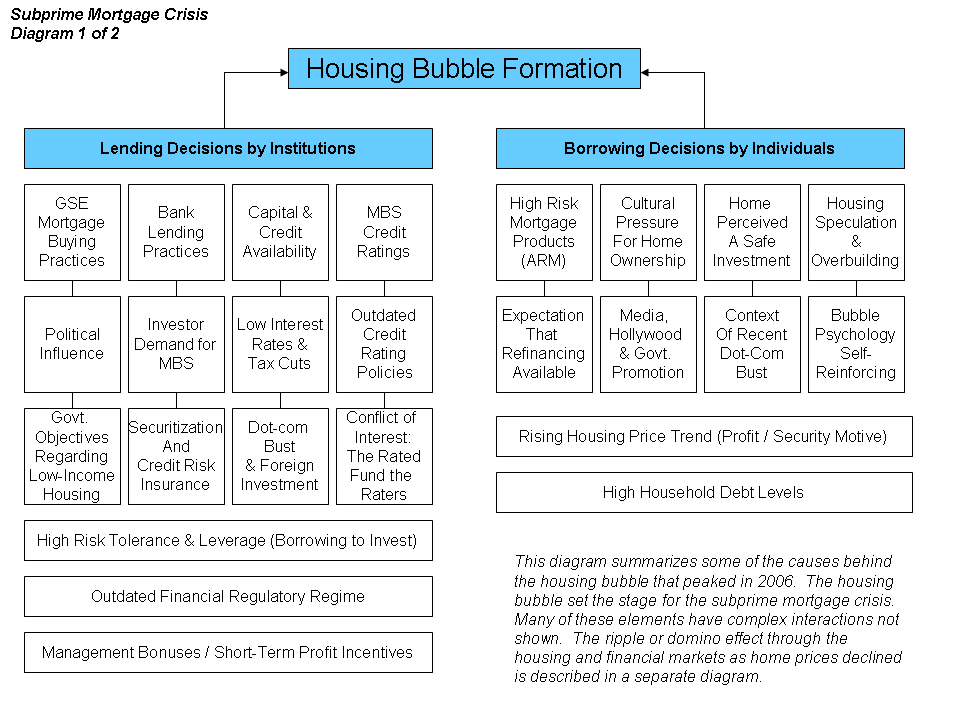
住宅バブルを招いた原因

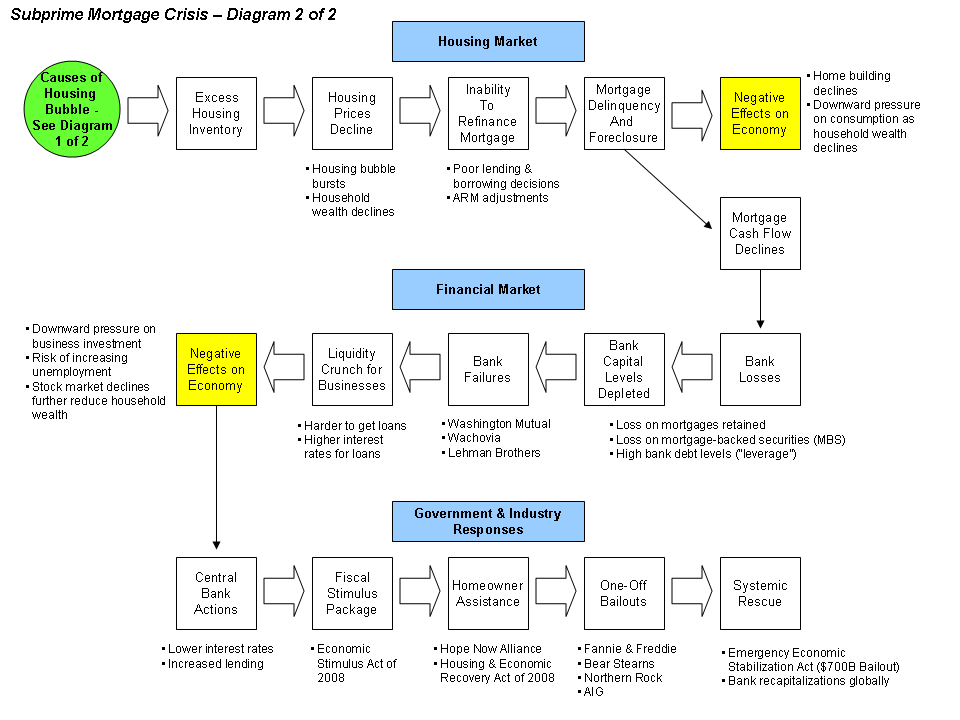
住宅価格の下落によるドミノ倒し

危機の直接原因もしくは引き金は、おおむね2005年から2006年頃にピークを迎えた米国の住宅バブルが弾けたことだった。以後サブプライムローンと変動金利型住宅ローンの債務不履行が急速に増加した。ローンの初期弁済額を低く抑えるといった借り手刺激策や長期的な住宅価格上昇トレンドから、借り手は多少無理のあるローンでもすぐにより良い条件で借り換えられると信じて手を出した。ところが、2006年から2007年にかけて金利が上昇し、住宅価格が緩やかな下落を始めると、米国の多くの地域ではローンの借り換えが前より難しくなった。月々の返済額が安い初期優遇期間の満了、思うように上昇しない住宅価格、および変動金利型住宅ローンの金利が切り上がったことなどから、債務不履行や抵当物件の差し押さえが劇的に増加した。住宅価格の下落によって、ローン金額よりも住宅価値の方が低いという状況が生まれてしまい、これも借り手側が差し押さえを選ぶ金銭的な動機になった。米国で2006年終盤から顕在化したこの差し押さえの蔓延は、世界的な経済危機の主な原因の一つであり続けている。何故ならこれは消費者の富を吸い上げると共に金融機関の体力を着実に破壊するからである。
危機に至るまでの何年かに渡り、急成長しつつあるアジア諸国や産油国から巨額の外資が米国に流入してきた。この資金流入は2002年から2004年頃の米国の低金利と相まって融資条件を大いに緩和し、住宅バブルと信用バブルの両方に油を注いだ。様々な種類のローン（例えば住宅、クレジットカード、自動車など）が簡単に組めるようになり、消費者は空前の債務を負うこととなった。住宅バブルや信用バブルの一部として、不動産担保証券(MBS)と呼ばれる金融商品の契約高が非常に増えた。これは住宅ローンの弁済金と住宅価格を価値の裏づけとする証券である。こうした金融革新(en)によって、世界中の企業や投資家が米国の住宅市場に投資できるようになった。住宅価格が下落すると、大量の資金を借りてサブプライムMBSに大きく投資していた世界的な大手金融機関が巨額の損失を計上した。住宅市場の危機が他の経済分野に波及するにつれて、他種のローンでも債務不履行や損失が目立って増加した。全世界の損失額は何兆ドルもの規模と推計されている。
住宅バブルと信用バブルが形成されつつあった傍らで、様々な要因から金融システムは脆弱さを増していった。政策立案者は投資銀行やヘッジファンドといった金融機関（いわゆるシャドーバンキングシステム(en)）が果たすようになった役割の重要さを認識していなかった。一部の専門家はこれらの機関は米国経済への信用供与という点から見て商業（貯蓄）銀行にも匹敵する重要さを持つに至ったと信じているが、商業銀行のような法規制下にはない。これらの投資銀行やヘッジファンド等、および一部の正規の銀行は、上述したようなローンの原資とするために自らも莫大な資金を借り入れており、発生した大量の債務不履行や不動産担保証券による損失を吸収できるほどの財務的な余力が無かった。これらの損失は金融機関の融資能力を直撃し、経済活動を鈍化させた。中核的な金融機関の安定性が疑われたことから中央銀行も対応を迫られ、融資の促進と企業の重要な資金調達源であるコマーシャルペーパー市場の信頼回復のために資金を供与した。各国政府はまた更なる財政的な介入として中核的な金融機関に公的資金注入をも行った。
住宅市場の落ち込みとそれに続いた金融市場の危機によって経済全般がリスクに晒され、これは世界中の中央銀行による政策金利の引き下げや政府による景気刺激策の発動を呼んだ主たる要因となった。この危機が世界の証券市場に及ぼした影響は劇的である。2008年1月1日から10月11日にかけて、米国企業の株主は8兆ドルの損失を蒙り、時価総額は20兆ドルから12兆ドルに減少した。他国での損失は平均約40%である。証券市場における損失と住宅価格の下落は、経済の牽引役である消費を一層押し下げる圧力となる。先進国と発展途上国の指導者は、この危機への対抗戦略を見出すために2008年11月と2009年3月に会合を持った。危機を生んだ根本原因の多くは未だ解決されていない。様々な解決策(en)が政府、中央銀行、経済学者、および実業家から提案されてきた。

### 住宅ローン市場

米国で差し押さえ対象となった住宅の四半期当り件数（2007年～2009年）

サブプライム層の借り手は典型的には信用履歴と弁済能力に問題がある。サブプライムローンはプライム層顧客へのローンに比べて債務不履行に陥るリスクが高い。もし借り手が期限までに弁済を履行できなければ、貸し手（銀行その他の金融企業）は物件の所有権を得ることができ、この手続きを差し押さえと呼ぶ。
米国におけるサブプライム住宅ローンの残高は、2007年3月現在、1兆3千億ドルだったと推計されており、抵当物件数で750万件を超えるサブプライム住宅ローンが組まれていた。2004年から2006年ではサブプライム住宅ローンが全体に占めるシェアは18%～21%であり、対して2001年から2003年と2007年では10%未満だった。2007年の第3四半期では、サブプライム層向け変動金利型住宅ローンは米国の住宅ローン中で6.8%を占めるに過ぎなかったが、この四半期中に生じた差し押さえ件数では43%を占めた。2007年10月において、サブプライム層向け変動金利型住宅ローンのおおよそ16%は弁済が90日以上滞納されているかまたは差し押さえ手続きが始まっており、これは2005年における同比率のおおむね3倍に相当した。2008年1月には、この滞納比率は21%に上昇しており、2008年5月には25%だった。
米国の世帯が負った4人家族向けまでの住宅購入用ローンの総額は、2006年末には9兆9千億ドルであり、2008年半ばでは10兆6千億ドルだった。2007年において、貸し手は130万件近い物件について差し押さえ手続きを開始したが、これは2006年に比べて79%増だった。これは2008年には230万件すなわち対2007年比で77%増に及び、更に2009年には280万件、対2008年比で21%増になった。
2008年8月現在、米国の住宅ローン全てのうち9.2%が滞納または差し押さえ状態にあった。2009年9月現在、この比率は14.4%に上昇していた。2007年8月から2008年10月の間に、米国全体で936,439件の住宅が差し押さえ手続きを完了した。差し押さえは件数と申請比率の両方で一部の州に集中している。2008年に発生した差し押さえ申請件数の74%が10州に集中しており、上位2州（カリフォルニアとフロリダ）だけで41%を構成した。9つの州は全米世帯の平均差し押さえ比率1.84%を上回った。

## 原因
危機の原因は住宅市場と金融市場の両方に浸透していた様々な要因に帰せられる。これらの要因は長い年月の間に形成されてきたものである。原因として挙げられている中には次のようなものがある。主に変動金利型ローンの金利変更のため借り手が弁済不能に陥ったこと、限度を超えた借り過ぎ、略奪的な貸し付け、ブーム期間中の投機と過度の住宅建築、リスクの高い住宅ローン商品、個人と企業の債務水準の高さ、住宅ローンが債務不履行になるリスクを分散し恐らく隠蔽した金融商品、財政政策、国際的貿易不均衡、政府の規制（または規制の欠如）。サブプライム危機を呼んだ重要な触媒を三つ挙げれば、民間部門からの資金流入、銀行が住宅ローン債権市場に参入したこと、および住宅ローンの貸し手による略奪的な貸付手法である。貸付手法の点では取り分け変動金利型住宅ローンである2/28ローン（初めの2年間は固定金利で、続く28年間は変動金利となるもの）があり、これは貸し手が直接またはブローカーを通して間接に販売した。ウォール街と金融業界では、これらの原因の多くの核心にはモラル・ハザードが存在した。
2008年11月15日付「金融市場と世界経済に関するサミットの声明」において、G20の指導者たちは以下の原因を挙げた。
世界経済の強い成長、資本の流れの増加、及びここ10年間の前半に長く続いた安定期、こうした期間を通じて市場参加者は十分なリスク把握を欠いたままより高い利回りを追求し、然るべきデューディリジェンスを怠った。これと同時に、融資条件の緩さ、不健全なリスク管理、複雑さと不透明さを増すばかりの金融商品、そして結果として生じた過大なレバレッジが合わさってシステムに脆弱性を作り込んだ。一部先進国の政策立案者、規制当局および監督当局は、金融市場で形成されつつあるリスクを適切に把握し対処することができなかったし、金融革新に追随できず、また国内の規制措置の体系的な細分化を考慮に入れることもなかった。
2010年5月、ウォーレン・バフェットとポール・ボルカーはそれぞれ独立に米国の金融および経済システムに内在する疑わしい仮定や判断を指摘した。そうした仮定には次のようなものがある。
1. 住宅価格が劇的に下がることはない[45]
2. 洗練された金融工学に支えられた自由で開かれた金融市場は、資金を最も利益が大きくかつ最も生産的な用途に振り向けて、市場の効率性と安定性を最も効果的に支える
3. 数学や物理学に内在する概念は、信用リスク評価用の様々な金融モデルという形で、市場に直接適用可能である
4. 経済的な不均衡、例えば巨額の貿易赤字や過剰消費をうかがわせる低貯蓄率、は持続可能である
5. シャドウバンキングシステムとデリバティブ市場に対する規制強化は不要である[46]

### 住宅市場のブームと破裂

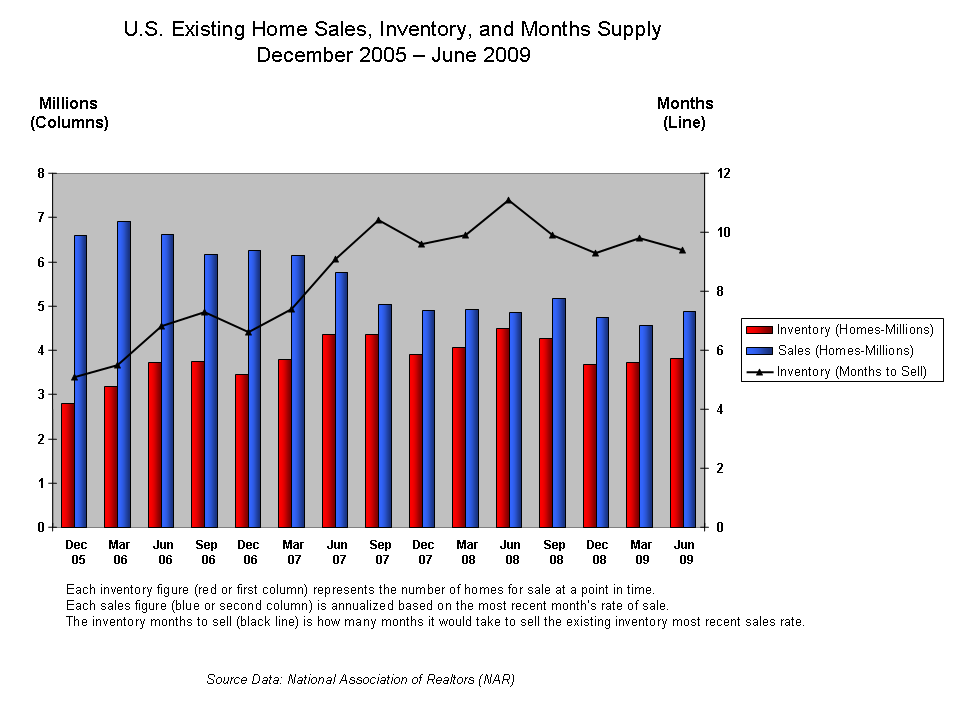
四半期毎の住宅販売数、在庫数、在庫期間

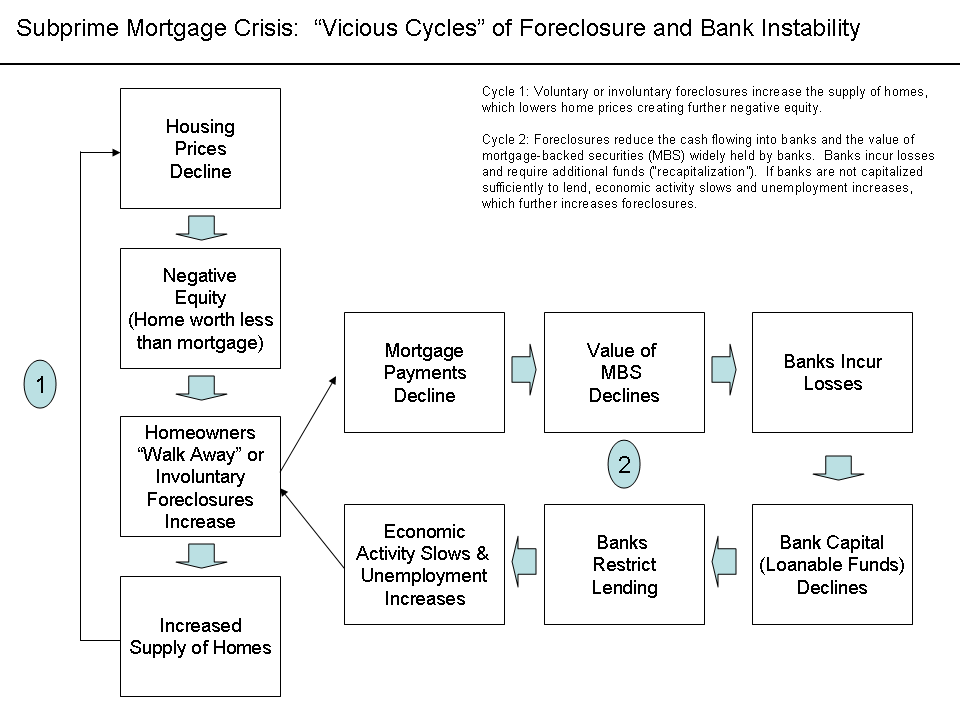
住宅市場と金融市場の悪循環

低金利と巨大な外資の流入は危機に先立つ何年にも渡り緩い融資条件を創り出し、住宅市場ブームと借金で消費をする風潮に油を注いだ。米国における住宅所有率は1994年の64%（この比率は1980年頃からおおむね一定していた）から2004年には過去最高の69.2%まで上昇した。サブプライムローンはこの住宅所有率の上昇と住宅需要全体に大きく寄与し、これは価格を押し上げた。
1997年から2006年の間に、アメリカの典型的な住宅の価格は124%上昇した。2001年までの20年間において、米国内の住宅価格中央値は家計収入中央値の2.9倍～3.1倍だった。この比率は2004年には4.0倍に上がり、2006年には4.6倍になった。この住宅バブルは相当数の住宅所有者による低利融資への借り換えや住宅価格の上昇に基づいた二重抵当による消費支出に繋がった。米国家計が負う債務の年間可処分所得に対する比率は2007年末には127%だったが、これは1990年には77%だった。
住宅価格が上昇する間、消費者の貯蓄率は減少し、借り入れと消費は共に増大した。家計の負債は1974年末の7,050億ドル、可処分所得の60%から、2000年末には7兆4千億ドルに増大し、遂には2008年半ばの14兆5千億ドル、可処分所得の134%に達した。2008年において、米国の典型的な家庭は13枚のクレジットカードを所有しており、40%の家庭は借入残高があったが、これは1970年には6%だった。住宅価値を担保として引き出された資金による消費支出は、住宅バブルの形成につれて2001年の6,270億ドルから2005年には1兆4,280億ドルに倍増し、この間の総額では5兆ドル近くに及んだ。米国における住宅ローン残高の対GDP比は1990年代の平均46%から2008年の73%まで増大し、10兆5千億ドルに達した。
この信用と住宅価格の爆発的増大は建築ブームを呼び、遂には過剰な住宅在庫が形成されたため、米国の住宅価格は2006年半ばにピークを迎えたあと下降を始めた。融資条件の緩さと、住宅価格の上昇が続くと信じられたことにより、多数のサブプライム層が変動金利型住宅ローン(en:Adjustable-rate mortgage)に手を出した。これらの住宅ローンは予め定められた一定期間中は市場相場よりも安い金利で借り手を誘い、残りの期間中は市場金利が適用されるようになっていた。初期の低利期間が満了した後、切り上がる弁済額に耐えられない場合は、借り手は住宅ローンを借り換えようとした。米国の多くの地域で住宅価格が下がり始めると借り換えは前より難しくなった。切り上がった弁済額から借り換えによって逃れる道を断たれた債務者は債務不履行に陥り始めた。
住宅ローンの弁済を停止する債務者が増えるにつれて（これは現在も進行中の危機である）、差し押さえと住宅物件の売物は増える。これは住宅価格を押し下げる圧力となり、住宅所有者の資産価値をいよいよ下げる。住宅ローンの弁済が減ることは不動産担保証券の価値をも下げ、これは銀行の自己資本と財務的な健全性を蝕む。危機の中心にあるのはこの悪循環である。
2008年9月現在、米国の平均的な住宅価格は2006年半ばのピークから20%超下落していた。住宅価格がこのような予想外の大きな落ち込みを見ると、多数の借り手は住宅のエクイティが0またはマイナス、すなわち家の価値が住宅ローンの額を下回ることになる。2008年3月現在、推定880万件の債務者（住宅所有者全体の10.8%）の住宅エクイティがマイナスだったが、これは2008年11月には1,200万件まで増大したと信じられている。住宅ローンは典型的には物件を抵当としたノンリコースローンなので、この状況に陥った債務者には敢えて債務不履行を選ぶインセンティブが生じる。経済学者のスタン・リーボウィッツがウォールストリート・ジャーナル紙上で述べたところでは、エクイティがマイナスである住宅は全体の12%に過ぎないにもかかわらず、それらは2008年下半期に生じた差し押さえの47%を構成した。彼の結論によれば、差し押さえの主な要因はローンの種類や借り手の信用状況、弁済能力ではなく、住宅エクイティの大きさだった。
差し押さえ比率の上昇は住宅の売物在庫を増やす。2007年における新築住宅の販売件数は前年比で26.4%減少した。2008年1月の新築住宅の売物在庫は2007年12月の成約数の9.8倍であり、この比率は1981年以来最大だった。これに加えて400万戸近い中古住宅が売りに出されており、うちほぼ290万戸は空き家だった。この過剰な在庫が住宅価格を下げた。価格が下がるにつれて、更に多くの住宅所有者が債務不履行や差し押さえのリスクに陥った。住宅価格の下落はこの過剰在庫（過剰供給）が通常のレベルに下がるまで続くと考えられている。

### 住宅所有者による投機
居住用不動産に関わる投機的な借入がサブプライム住宅ローン危機の根本原因の一つとして挙げられている。2006年において、住宅購入のうち22%（165万件）は投資目的であり、加えて14%（107万件）は別荘として購入された。2005年におけるこれらの数字はそれぞれ28%と12%だった。つまり住宅購入のほぼ40%という記録的な割合が居住を主目的としていなかった。全米不動産業者協会（en:NAR）主席経済学者（当時）のDavid Lereahによれば、2006年における投資用購入の減退は予期されていたという。「投機目的の買手が2006年に市場から去ったため、投資用物件の売れ行きは居住用物件の市場よりも遥かに速く落ち込んだ」。
2000年から2006年の間に米国の住宅価格はほぼ倍増したが、歴史的には住宅価格はおおむねインフレ率に連動してきたので、これは大変特異なトレンドだった。米国では伝統的に住宅は投機対象になってこなかったが、住宅ブームの中で動きが変わった。コンドミニアムを建築段階で購入し、完成した途端一度も入居しないまま利益目的で転売するという話をメディアは多数報告した。一部の住宅ローン業者は、顧客の中に高いレバレッジを用いて複数の物件に投資する向きがあることに気付き、こうした行動に潜むリスクに2005年時点で気付いていた。
マンハッタン政策研究所(en)のニコル・ジェライナス(Nicole Gelinas)は、住宅投資の内実が保守的なインフレ・ヘッジから投機へと変質してきたにもかかわらず、税法と住宅ローン政策が適切に見直されて来なかったために生じた負の結果について描写した。経済学者のロバート・シラー(en)によれば、投機バブルに油を注いだのは「上昇相場にありがちな、事実を度外視するかのような伝染性の楽観主義である。バブルは元来が社会現象である。それらを加熱する心理を理解し解決しない限り、膨れ上がり続ける」。ケインズ学派の経済学者ハイマン・ミンスキーは、投機的な借入がいかに債務の上昇と最終的な資産価値の崩壊に繋がったかを描写した。
ニューヨーク州検察局は信用格付け機関を欺いてサブプライム関連投資の格付けを嵩上げした容疑で8行の銀行を調査している。米国証券取引委員会、アメリカ合衆国司法省、および連邦検察局(en:United States Attorney)その他は、史上最悪の投資商品の一つとなった住宅ローン証券を銀行がどのように創り出し、格付けし、販売・交換したかを調査している。刑事民事を含め殆ど全ての捜査は未だ緒に就いたばかりである。
ウォーレン・バフェットは金融危機調査委員会(en:FCIC)に対して次のように証言した。「あれは私が生涯見てきた中で最大のバブルだった。…アメリカ市民全体が、住宅価格が劇的に下がることは有り得ないという信仰に囚われていた」。

### 高リスクな住宅ローンと貸借行動
危機に先立つ何年かにかけて、貸し手の振る舞いは劇的に変化した。貸し手は高リスクな借り手に対してどんどん融資を申し出たが、その中にはアメリカへの不法移民(en)さえ含まれていた。1994年におけるサブプライム住宅ローン総額は350億ドル（新規融資全体の5%）だったが、1996年には9%、1999年には1,600億ドル(13%)、そして2006年には6,000億ドル(20%)になった。連邦準備制度のある調査によれば、サブプライム住宅ローンとプライム住宅ローンの平均的な金利差（「サブプライム割増」）は2001年から2007年の間に顕著に縮まった。このリスク割増の低減と融資条件の緩和が同時に起きるという現象は、信用循環(en:credit cycle)におけるバブル形成とその破裂に共通するものである。
高リスクな借り手が増大した件について補足すれば、貸し手もまたますますリスキーな融資オプションや拡販施策を打ち出してきていた。2005年において、住宅を初めて購入する場合の頭金の中間値は2%だったが、このような購入者の43%は頭金を一切払わなかった。対照的に、中国では20%超の頭金が要求されており、非プライム層向けではこの額は更に上昇する。

米国財務省による不審取引報告(:en:Suspicious activity report、SAR)分析に見る住宅ローン詐欺の増加

米国における住宅ローンの適格審査条件は変化し始めた。まず、申告所得・確認資産(SIVA)ローンが現れた。つまり所得があることの証明は不要になった。借り手は単に所得があると「申告」し銀行預金があることを示せば良かった。次に、無所得・確認資産(NIVA)ローンが現れた。貸し手はもはや働いていることの証明を求めなくなった。借り手は単に銀行口座に預金があることの証拠さえ示せば良くなった。ローンと証券の拡販のため審査条件は緩くなり続け、遂にはNINAが現れた。NINAは無所得・無資産の略である（別名「ニンジャ・ローン」(en:Ninja loans)ともいう）。基本的に、NINAローンは正規のローン商品であり、所有資産の証明どころか申告さえ不要で融資してくれる。融資を受けるのに要るのは唯一クレジットスコアだけだった。
もう一つの例として「利息のみを支払う」変動金利型住宅ローン(interest-only ARM)がある。この商品では、住宅購入者は初期期間は利息のみを支払い、元金は返さなくてよい。また「支払いオプション」ローンというものもあり、この商品では住宅購入者は払える額だけを払えば良く、その代わり払われなかった分の利息は元金に組み込まれる。2004年から2006年の間に新規に融資された変動金利型住宅ローンのうち、推定で1/3は初期金利が4%未満であり、一定期間経過後に著しく上昇するようになっていた。中にはそれによって月々の返済額が倍増するものもあった。
従来的な好条件の住宅ローンでも審査を通るに十分なクレジットスコアを持っているにもかかわらず、変動金利型サブプライム住宅ローンを受けることになった人々の比率は、2000年の41%から2006年の61%に上昇した。とはいえ、融資に関わる要因はクレジットスコア以外にも多数ある。加えて、一部の住宅ローンブローカーは公定（つまり非サブプライム）住宅ローンを受けられるような借り手でも敢えて変動金利型サブプライム住宅ローンに誘導するよう貸し手から奨励金を受けていた。
住宅ローンの審査条件はブーム期間を通じて急勾配で緩くなった。自動審査が導入され、適切な吟味や文書作成を省略してローンが認められるようになった。2007年にはサブプライムローン全体の40%は自動審査で成約していた。米抵当銀行協会(en:MBA)議長のジョン・ロビンス(John Robbins)は、融資ブローカーは住宅ローンの件数をこなして手数料で儲けることばかり考えて、借り手の弁済能力を十分検査しなかったと批判した。貸し手と借り手双方による住宅ローン詐欺は途方も無く増えた。2004年、FBIは非プライム住宅ローン業務における重大な信用リスクとして住宅ローン詐欺が「大発生」していると警告を発し、このままでは「S&L危機(en:Savings and loan crisis)に匹敵する規模の問題」になりかねないと述べた。
では融資基準が緩くなったのは何故だろうか。ピーボディ賞を受賞したあるラジオ番組の中で、NPRの記者は、2000年代初頭に（70兆ドルに上る安定投資(en:Fixed income)需要に代表される）「巨大な資金プール」が米国債よりも高い利回りを求めていたと論じた。更に、この資金プールの大きさは2000年から2007年にかけて2倍に膨れ上がったが、比較的安全で利益の出る投資先の供給はこれに追い付けなかった。この需要に対して、ウォール街の投資銀行は不動産担保証券(MBS)や債務担保証券(CDO)のような金融革新(en)を以て応え、これらには信用格付け機関によって「安全」の格付けが与えられた。結果として、ウォール街はこの資金プールを米国の住宅ローン市場に繋ぐこととなり、住宅ローンのサプライ・チェーンに関る各種企業に莫大な手数料収入を齎した。このチェーンはローンを販売する住宅ローンブローカーに始まり、ブローカーに資金を供給する小規模銀行を通り、その背後に存在する巨大な投資銀行群に至る。おおむね2003年頃には伝統的な融資基準に則って融資される住宅ローンの供給は枯渇してしまった。反面、MBSとCDOに対する持続的な強い需要によって融資基準が押し下げられ始め、サプライ・チェーンを通じて住宅ローンが売れ続ける限りこの傾向は続いた。最終的に、この投機バブルは持続不可能であることが露呈してしまった。NPRはこれを次のように描写している：
問題は、住宅価格が天井知らずだったにもかかわらず、人々の収入は頭打ちになっていたことだ。2000年から2007年にかけて、世帯収入の中間値は真っ平らに寝ていた。従って価格が上がれば上がるほど、この話全体が薄膜を引き伸ばすように限界に近づいた。融資基準がどんなに緩くなっても、どんなにエキゾチックな住宅ローン商品が現れて人々を本来とても購えないような住宅に押し込もうとしても、住宅ローンマシンが何をどう試そうとも、人々はもはや単にどうにも出来なかった。2006年後半には、平均的な住宅価格は平均的な世帯収入の4倍近くに達していた。歴史的にはこれは2倍から3倍の間だった。そして住宅ローンの貸し手は、それまで殆ど決して見たことが無かったあることに気付いた。人々は家に近寄って来て、住宅ローン契約の書類全部にサインし、そして最初の支払いでいきなり債務不履行になるのだ。失業した訳でも健康状態が急変した訳でもなく、始めもしない前の最初からその気だったのだ。そして誰も実際に音を聞けた訳ではなかったが、恐らくこの時に、アメリカ史上最大の投機バブルの一つは弾けた。

### 債権の証券化

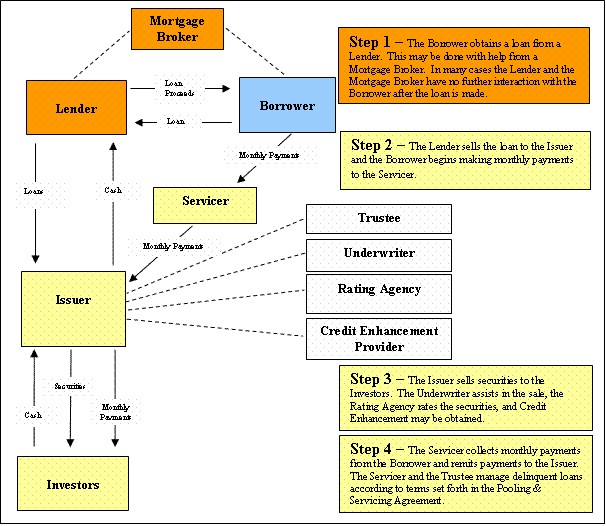
証券化構造の下での借り入れ

伝統的な住宅ローンのモデルは貸し手である銀行が借り手/住宅所有者に融資を発行し以後信用（債務不履行）リスクを負い続けるものだった。証券化の出現によって、この伝統的モデルは「分配のための発行」(originate to distribute)モデルに道を譲った。これは本質的に銀行が住宅ローンを販売し信用リスクを投資家に不動産担保証券を通じて分配するものである。証券化によって住宅ローンの発行者はもはや満期までそれらを持ち続ける必要が無くなった。住宅ローンを投資家に売ることで、発行元である銀行は資金を回収でき、更なるローンを発行可能になり手数料収入を得ることもできる。これは住宅ローン取引を増やすことに動機を与えつつそれらの信用品質を確保することには動機を与えないというモラル・ハザードを生み出した。
証券化は1990年代半ばに加速した。不動産担保証券(MBS)の総額は1996年から2007年の間にほとんど3倍の7兆3千億ドルになった。サブプライム住宅ローンに占める証券化分のシェア（つまりMBSを通じてサードパーティの投資家に渡った分）は2001年の54%から2006年には75%になった。米国の住宅所有者、消費者および企業は、2008年を通じておおよそ25兆ドルを借り入れた。米国の銀行はこの総額のうち約8兆ドルを伝統的な住宅ローンの形で持ち続けた。株主とその他の伝統的な貸し手が別に約7兆ドルを提供した。残る10兆ドルは証券化市場から来ていた。この証券化市場は2007年春から縮小を始め、2008年秋には閉鎖も同然になった。かくして民間信用市場における資金源の1/3以上が消滅したのである。2009年2月、ベン・バーナンキは証券化市場は依然として事実上閉鎖状態にあると述べた。例外はファニーメイとフレディマックに売却可能な公定住宅ローンのみだという。
証券化とサブプライム危機の間のもっと直接的な結び付きは、審査者、格付け機関や投資家たちがローンや証券化プールが有するリスク相関(en)を数学的にモデル化した際に犯した根本的な誤りと関係している。相関モデリング―あるプールの中の一つのローンを取り出してその債務不履行リスクを決定する方法は、統計的にその他のローンの債務不履行リスクと関連している―は統計学者の李祥林(en:David X. Li)が開発したガウス・コピュラという技法に基づいていた。この技法は、証券化取引に伴うリスクを評価する手段として広く採用されたが、実は相関を調べる上では余りにも単純化され過ぎた方法を採っていた。不幸なことに、この技法に潜む欠陥が市場参加者に露呈したのは、サブプライムローンで裏付けされた何千億ドルもの資産担保証券(ABS)やCDOが既に格付けされ売り捌かれた後だった。投資家たちがサブプライム担保証券を買うのをやめた時には―これによって住宅ローンの融資企業はサブプライムローンを転嫁不能になった訳だが―危機の影響は既に顕在化し始めていた。

ノーベル経済学賞受賞者のマイケル・スペンスはこう書いている。
金融革新はリスクの分散と削減を意図していたが、実際には主に視界から隠しただけだった。前に進むための重要な挑戦の一つは、金融の不安定性に関する早期警戒システムを分析面で支える基礎として、これらの力学への理解を深めることである。

### 不正確な信用格付け

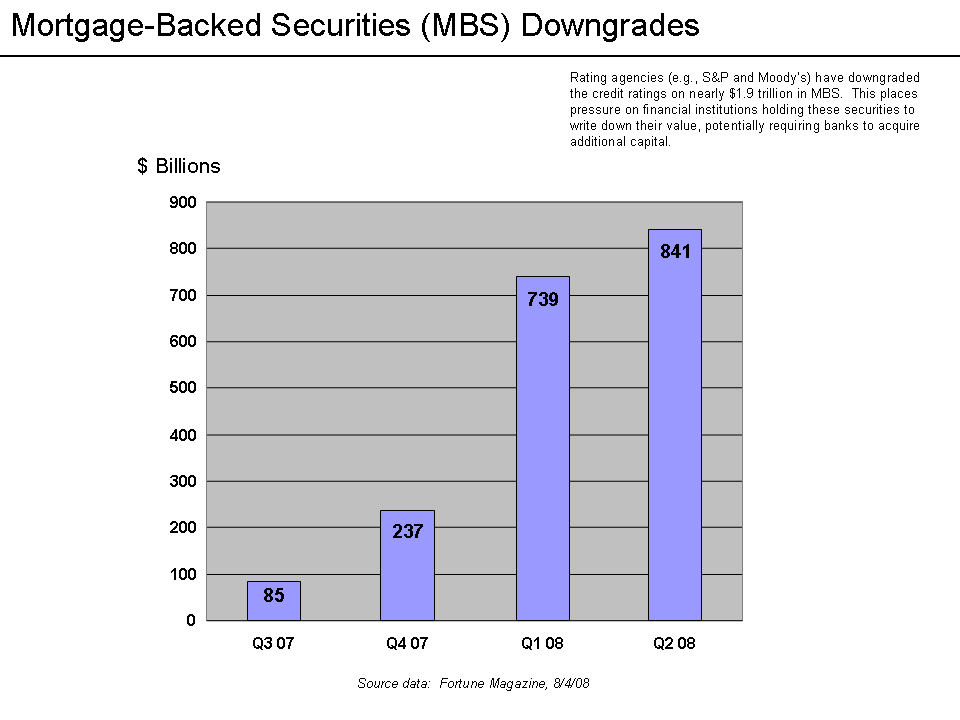
不動産担保証券の格下げ状況、四半期毎

信用格付け機関は現在、リスクの高いサブプライム住宅ローンに基づいた不動産担保証券(MBS)に「投資適格」等級を与えてきたことで取り調べの対象となっている。これらのMBSが投資家に売れたのはこうした高い格付け故のことで、それによって得られた資金が住宅ブームを支えた。これらの格付けは債務不履行保険やエクイティ投資家による損失引受けといったリスク低減施策によって正当化されていると信じられていた。しかしながら、サプブライム関連証券の格付けに関与した関係者の一部が格付け過程に瑕疵があることを当時既に知っていた形跡もまた存在する。
批評家たちは、格付け機関には利益相反行為があったと主張している。仕組証券を作成・販売した投資銀行その他の企業自体から報酬を得ていたからである。2008年6月11日、SECは格付け機関と仕組証券発行者との利益相反を緩和するためのルールを提案した。2008年12月3日、SECは信用格付け機関への監督強化策を可決した。これは10ヶ月に及ぶ調査を通じて利益相反を含む「格付け過程の明らかな弱点」を発見してのことだった。
2007年第3四半期から2008年第2四半期の間に、格付け機関は1兆9千億ドル相当の不動産担保証券(MBS)について信用格付けを引き下げた。金融機関は所有MBSの資産価値を下げざるを得ず、自己資本比率を維持するために増資が必要になった。これが新株発行に至った場合は、発行済株式の株価が下がった。こうして、格下げによって多数の金融機関の株価が下落した。

### 政府の政策

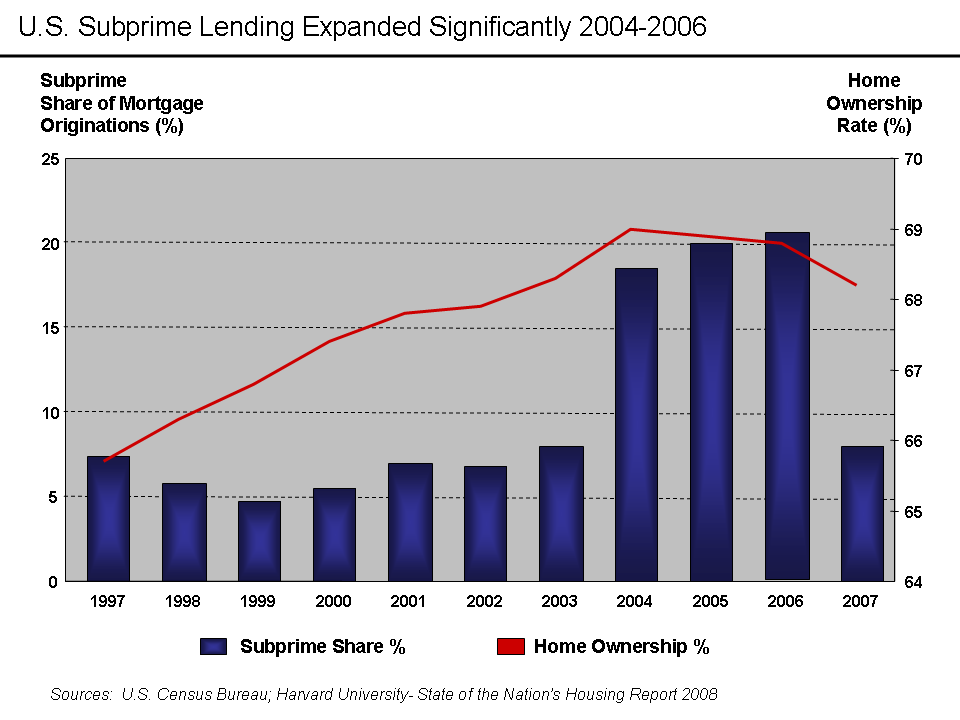
米国のサブプライム融資は2004年から2006年に劇的に増加した

政府による誤った規制と規制緩和の両方が危機に寄与した。議会証言においてSECとアラン・グリーンスパンは共に、投資銀行に自主規制を許したことの過ちを認めた。
持家所有者を増やすことは、ルーズベルト、レーガン、クリントンやG.W.ブッシュなど、何人もの大統領たちの目標だった。1982年、米国議会は選択的抵当権取引均等法(en)(AMTPA)を可決し、これによって連邦の認可を得ていない住宅融資業者が変動金利型住宅ローンを発行する道を開いた。1980年代初頭に現れて普及した新型の住宅ローンには、オプション変動金利型、バルーン支払型、そして利息のみ支払型(interest-only)住宅ローンなどがあった。これらの新型ローンは銀行が長年営んできた従来的な固定金利の割賦住宅ローンに取って代わったことで特筆される。S&L危機(en:Savings and loan crisis)に繋がった銀行業規制緩和に対する批判の中には、これらのローンの悪用を防ぐような規定を議会が作り損ねたというものがある。これ以後、変動金利型住宅ローンを用いた略奪的な融資行為が蔓延した。サブプライム住宅ローンのおよそ80%は変動金利型住宅ローンである。
1995年より、ファニーメイなどの政府支援機関は、低所得者へのローンを含むような不動産担保証券を購入する際に政府から税制上の優遇措置を受けるようになった。こうしてファニーメイとフレディマックがサブプライム市場に関り始めた。1996年、アメリカ合衆国住宅都市開発省(HUD)は、ファニーメイとフレディマックに対し、住宅ローンを借りる世帯の所得の中間値に着目して、購入する住宅ローンの少なくとも42%はその中間値を下回るような世帯向けに発行されたものであることとする目標を課した。この目標は2000年には50%に、2005年には52%に引き上げられた。2002年から2006年にかけて、米国のサブプライム市場が以前の292%まで成長したのに伴い、ファニーメイとフレディマックを合わせたサブムライム証券の年間購入額は380億ドルから1,750億ドルまで膨らみ、その後で年間900億ドルまで落ち込んだ。この中には3,500億ドルの「Alt-A」証券（プライムとサブプライムの中間のリスクを持つとされる証券(en)）が含まれていた。ファニーメイは1990年代初頭に債務不履行リスクが高いことからAlt-A商品の買い入れを一度は取りやめていた。2008年の時点で、ファニーメイとフレディマックは直接または（購入した住宅ローンのプールを通じて）間接に5兆1千億ドルの住宅ローン債権を所有しており、これは米国住宅ローン市場全体の約半分に相当した。政府支援機関(GSE)は常に高いレバレッジを用いてきており、それらの純資産は2008年6月30日現在僅か1,140億ドルしかなかった。2008年9月、GSEの信用保証能力に懸念が生じた結果、連邦政府はそれらの法人を保存管理者状態（en:Conservatorship)に置くことを強いられ、事実上納税者負担によって国有化した。
グラス＝スティーガル法は世界恐慌を受けて成立した。これは商業銀行と投資銀行を分離したもので、一つには前者による融資行為と後者による格付け行動の間に潜在する利益相反を回避することを意図していた。経済学者のジョセフ・スティグリッツはこの法律が廃止されたことを批判した。彼はこの廃止を「議会ではフィル・グラム(en)上院議員が唱導した…銀行および金融業界による3億ドルを投じたロビー活動の総決算」と呼んだ。彼はこれが危機に寄与したと信じている。何故なら投資銀行的なリスクを取る文化がより保守的な商業銀行的文化を圧倒し、ブーム期間中のリスクテイク水準とレバレッジ水準を増大させたからである。1980年代後半の貯蓄金融危機(en)の際に連邦政府が貯蓄金融機関に対して公的資金注入を行ったことは、他の金融機関が高リスク融資を行うことに弾みを付けたかも知れず、従ってモラル・ハザードを煽った可能性がある。
保守派とリベラル派は米国コミュニティ再投資法(en:CRA)の影響についても議論してきた。この法律を巡る議論には、成立した1977年当時の米国における低～中所得者層助成に絡んで人種差別問題とも関連があるため微妙な側面があるが、批判派はこの法律が信用不適格な借り手に対する融資を煽ったと主張しており、擁護派は30年間に渡ってリスクを増やすことなく融資してきた歴史を主張している。批判派はまた、1990年代半ばのCRA改正が、さもなくば融資不適格だった筈の低所得者への住宅ローン総額を増大させ、そのうちかなりの数がサブプライムだったにもかかわらずCRAに基づく住宅ローンの証券化を許したと主張している。
連邦準備制度理事会のメンバーであるランドール・クロズナー(en)と連邦預金保険公社(FDIC)議長のシェイラ・ベア(Sheila Bair)は、共にCRAに危機の原因を求めるべきではないとの考えを表明した。
2010年1月、経済学者のポール・クルーグマンは、住宅および商業不動産の価格バブルが同時に膨らんだという事実がファニーメイ、フレディマック、CRAや略奪的融資が危機の主原因だとする人々の論拠を崩していると論じた。別の言い方をすれば、これらの潜在的な原因に影響されたのは住宅市場だけだったにもかかわらず、バブルは両方の市場で発達した。

### 各国中央銀行の政策

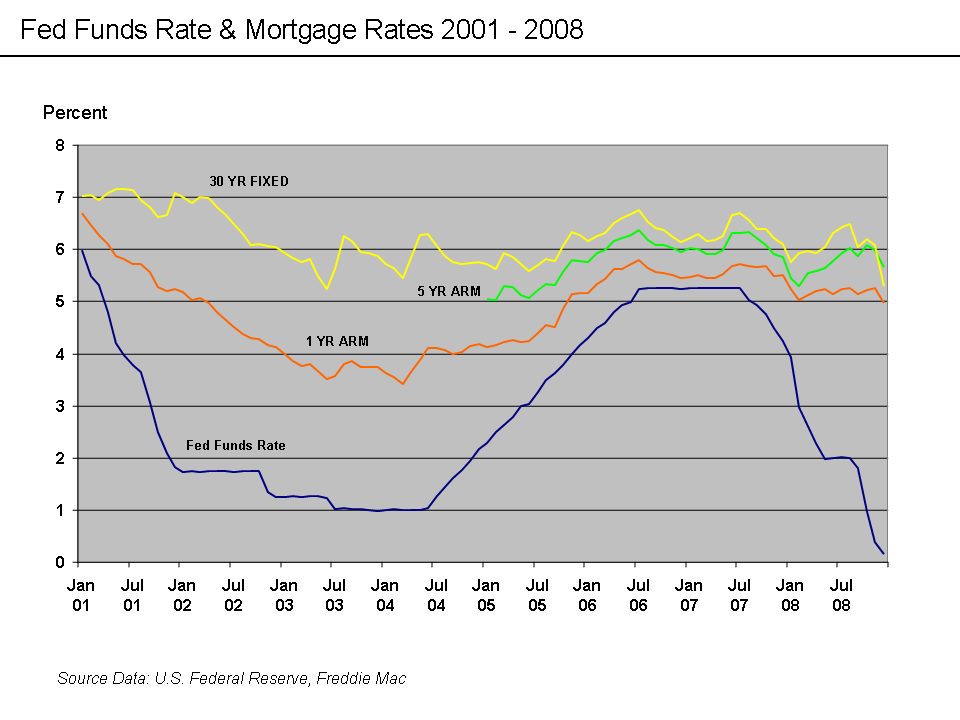
フェデラル・ファンド金利と様々な住宅ローン金利

各国の中央銀行は通貨政策を司りインフレ率の目標を定めることができる。彼らは商業銀行に対して何がしかの監督権限があるし、その他の金融機関についても同様でありうる。それに比べれば住宅バブルやドットコムバブルのような資産の価格バブル防止には関心が薄い。各国の中央銀行は一般にバブルが弾けたあとで行動を起こすことが多く、バブル自体を防いだり食い止めたりするよりは寧ろ事後的に経済が蒙る被害を最小化しようとしてきた。何故なら、資産バブルの発生を特定したりこれを縮小させるための然るべき財政政策を見つける仕事は、まずは経済学者たちによる議論を待つことになるからである。
一部の市場観察者は連邦準備制度による介入はモラル・ハザードの増大を招きかねないと懸念してきた。米国会計検査院(en:GAO)のある批評家によれば、1998年にニューヨーク連邦準備銀行がロングターム・キャピタル・マネジメントを救済したことで、大手金融機関は、高リスクなローンが不良債権化してもそれらの銀行が「大きすぎて潰せない」という理由で連銀が介入してくれると考えるようになったかも知れない。
住宅価格が上がった根本原因の一つは、連銀が2000年代初頭に金利を下げたことだった。2000年から2003年にかけて、連銀はフェデラル・ファンド金利の誘導目標を6.5%から1.0%に引き下げた。これはドットコムバブルの崩壊と2001年9月11日に起きたアメリカ同時多発テロ事件の影響を緩和してデフレ懸念を払拭しようとしたものだった。連銀は基本的にインフレ率が低かったことから利下げに問題はないと信じており、その他の重要な要素には注意を払わなかった。ダラス連邦準備銀行総裁兼CEOのリチャード・フィッシャー(en)によれば、2000年代初頭の連銀の金利政策は誤導されていた。何故なら当時測定されたインフレ率は真のインフレ率を下回っていたからで、その結果住宅バブルに繋がる金融政策が導かれたのだという。連邦準備制度理事会の現議長であるベン・バーナンキによれば、それは世界的な「貯蓄過剰」にって生じた米国への海外資本乃至貯蓄の流入で、このために中央銀行の挙動に関わり無く長期金利が低く留まっていた。
連銀はその後2004年7月から2006年7月にかけてフェデラル・ファンド金利を大きく引き上げた。これは変動金利型住宅ローンの1年金利と5年金利が上昇する原因となり、従って変動金利型住宅ローンの金利変更は住宅所有者にとって更に高いものとなった。このこともまた住宅バブルが収縮する原因だったかも知れない。というのは一般に資産価格は金利とは逆に動くので、住宅投機のリスクが上がったからである。

### 金融機関の債務水準とインセンティブ

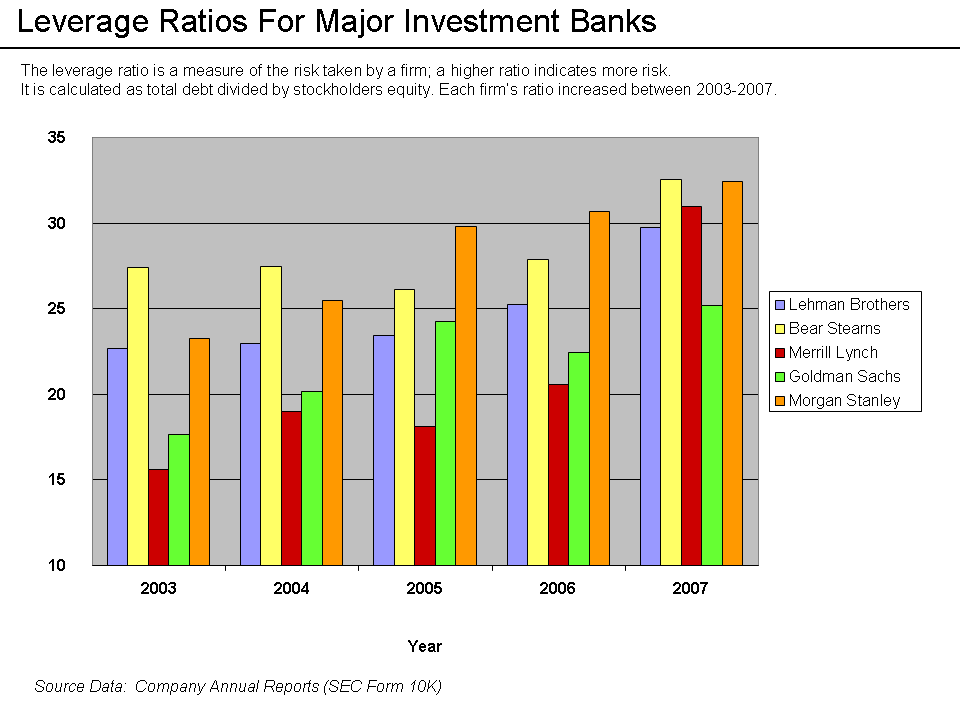
投資銀行のレバレッジ率は2003年から2007年の間に顕著に上昇した

多数の金融機関、中でも特に投資銀行は、2004年から2007年にかけて巨額の資金を調達し不動産担保証券(MBS)に投資した。本質的には住宅価格が上がり続けることと、家計が住宅ローンの支払いを正常に継続することに賭けた。低い金利で借り入れた資金をより高い金利で投資することは金融レバレッジの1形態である。これは個人で言えば持ち家に二重抵当を設定して調達した資金を株式市場に投資することに似ている。この戦略は住宅ブーム期間中は利益を生んだが、住宅価格が下降に転じ住宅ローンが債務不履行に陥り始めると巨額の損失を招いた。2007年以降、不動産担保証券を所有していた金融企業と個人投資家もまた、住宅ローンの債務不履行とこれに伴う不動産担保証券の値崩れによって大きな損失を蒙った。
2004年に証券取引委員会(SEC)が純資本規制(en:net capital rule)に関して下した決定によって、米国の投資銀行は従来よりかなり多くの借り入れが可能となり、その分は不動産担保証券の購入に注ぎ込まれた。2004年から2007年にかけて米国の5大投資銀行はそれぞれレバレッジを顕著に増大させ（右図参照）、それによって不動産担保証券の価値低下に対する脆弱性が増した。これら5大機関が2007年の会計年度に報告した債務は4兆1千億ドルを超えており、これは2007年における米国の名目GDPの約30%に相当した。更に、新規融資件数全ての中でサブプライム住宅ローンが占める比率は2001年から2003年の10%未満から、2004年から2006年では18～20%に増大しており、この一部は投資銀行からの資金調達によるものだった。
2008年を通じ、米国の投資銀行最大手のうち3行が破産するか（リーマン・ブラザーズ）または他の銀行に捨値で売られた（ベアー・スターンズとメリルリンチ）。これらの破綻は世界的金融システムの不安定さを増した。残る2つの投資銀行であるモルガン・スタンレーとゴールドマン・サックスは商業銀行に転換する道を選び、自らをより厳格な規制下に置くことにした。
危機に至るまでの年月を通じて、米国の貯蓄銀行上位4行は推定5兆2千億ドルの資産や負債をSPVなど簿外のシャドーバンキングシステムに移した。これは本質的に最小自己資本比率に関する規制逃れであり、お陰でブーム期間中はレバレッジと収益が押し上げられたが、危機が始まると損失を膨らませた。新しい会計基準ではこれら資産の一部を2009年中に帳簿に戻す必要があり、これは自己資本比率を著しく低下させるだろう。ある通信社はこの額は5,000億ドルから1兆ドルの間になると推計した。この効果は2009年に政府が実施したストレステストの中でも考察された。
2009年6月にマーチン・ウルフ(en)は次のように書いている。「2000年代初頭に銀行業界がやったことの巨大な部分―簿外機関、デリバティブや『シャドーバンキングシステム』そのもの―は規制逃れの道を探すことが目的だった」。
ニューヨーク州会計監査官事務所によれば、2006年にウォール街の経営幹部が家に持ち帰ったボーナスは239億ドルに達した。「ウォール街のトレーダー達が考えていたのは年末のボーナスのことで、会社の長期的な健全性のことではなかった。システム全体―住宅ローンのブローカーからウォール街のリスク管理者まで―が長期的な負債を無視して短期的リスクを取ることに走っているように見えた。最も破滅的で忌まわしい証拠として、銀行の経営陣の殆どはそうした投資の仕組みをよく解っていなかったのだ」。
投資銀行員たちの報酬インセンティブが焦点を当てていたのは金融商品を組み立てて得られる手数料であり、そうした商品のパフォーマンスや時間をかけて得られる利益ではなかった。賞与の支給形態は株式よりも現金に強く傾斜しており、作成されたMBSやCDOが利益を出さなかった場合でも企業側がボーナスを回収できるようにはなっていなかった。更に、大手投資銀行が負った（レバレッジの形を取った）リスク増は上級幹部の報酬額の算定に当って適切に算入されていなかった。

### クレジット・デフォルト・スワップ
クレジット・デフォルト・スワップ(CDS)は債権者（特に不動産担保証券の債権者）によって、債務不履行リスクに対するヘッジおよび防御として利用される金融商品（相対の保険契約の一種）である。サブプライム住宅ローンに関連した損失によって銀行その他の金融機関の純資産が毀損されるにつれて、保険提供者が契約者に保険金を支払う事態になる蓋然性が高まった。これはシステム全体に不透明感をもたらした。何故なら投資家には、住宅ローンの不履行の穴埋めを迫られるのがどの企業なのか判らなかったからである。
全てのスワップや他の金融デリバティブと同様に、CDSは（取り分け債権者にとっての債務不履行リスクに対する）リスクヘッジや投機的な営利目的で利用できる。CDSの総残高は1998年から2008年の間に100倍増となり、CDS契約によってカバーされる債務の推計額は、2008年11月現在で33兆ドルから47兆ドルに達した。CDSに関する法規制は緩い。2008年時点では、CDSの当事者がCDS契約に基づく債務を履行不能に陥った場合にこれを引き受けるような中央クリアリングハウスは存在しなかった。CDS関連債務の公表義務は不十分であるとして批判されている。AIG、en:MBIA、en:Ambacなどの保険会社は、住宅ローンの不履行が広がりCDSで損失を蒙る潜在リスクが増大したため格下げに直面した。これらの企業はこのリスク資産を打ち消すために追加の資本調達を余儀なくされた。AIGはCDSで4,400億ドルの不動産担保証券を保証していたことが原因となって連邦政府による資本注入を仰ぐ事態となった。
投資銀行のリーマン・ブラザーズが2008年9月に破産したとき、その6,000億ドルに上る債券残高のCDS契約をどの金融機関が履行することになるのかは大変不透明だった。メリルリンチは2008年に巨額の損失を計上したが、その原因の一部は、メリルリンチの債務担保証券(CDO)に対してAIGがCDSを提供するのを中止した後に、CDOのポートフォリオの中で未ヘッジだった部分の価値が下落したことだった。メリルリンチは取引先から同社の支払い能力と短期債務の借り替え能力について信用を失ってしまい、結果として同社はバンク・オブ・アメリカに吸収された。
経済学者のジョセフ・スティグリッツはCDSがシステム的なメルトダウンを齎した経緯を次のように総括した。「これだけ複雑に絡まり合った多数の巨額の賭けの中では、誰一人として、他人の財務状況はおろか自分の現状でさえ確たる把握は不可能だった。金融市場が麻痺したのも驚くには当たらない」。
作家のマイケル・ルイスは、CDSによって多数の投機家が同一の住宅ローン債券とCDOに賭け金を積めるようになったと書いた。これは言わば、多数の人が同一の家について保険契約を結べるようなものである。CDSによる保証を買った投機家は顕著な債務不履行が発生することに賭けていたのであり、売り手（例えばAIG）はその逆に賭けていた。理論的には、CDSの買い手と売り手さえ見付かれば、同じ一つの住宅関連証券に対して無限の金額を賭けることが可能である。更に、2010年4月に流れた報道によれば、ヘッジファンドの一つであるen:Magnetar Capitalをはじめとする市場参加者は、CDSを用いて反対に賭け易くするために、信頼性の低い住宅ローンを組み込んだCDOを発行するよう働きかけた。NPRによれば、マグネターは投資家にCDOの購入を薦めると同時にその逆に賭けており、後者の賭けについては公表していなかった。CDSのポートフォリオであり合成資産担保証券（シンセティックCDO）と呼ばれる商品も、2010年4月にSECがゴールドマン・サックスを告発する原因となった。

### 米国の支払収支

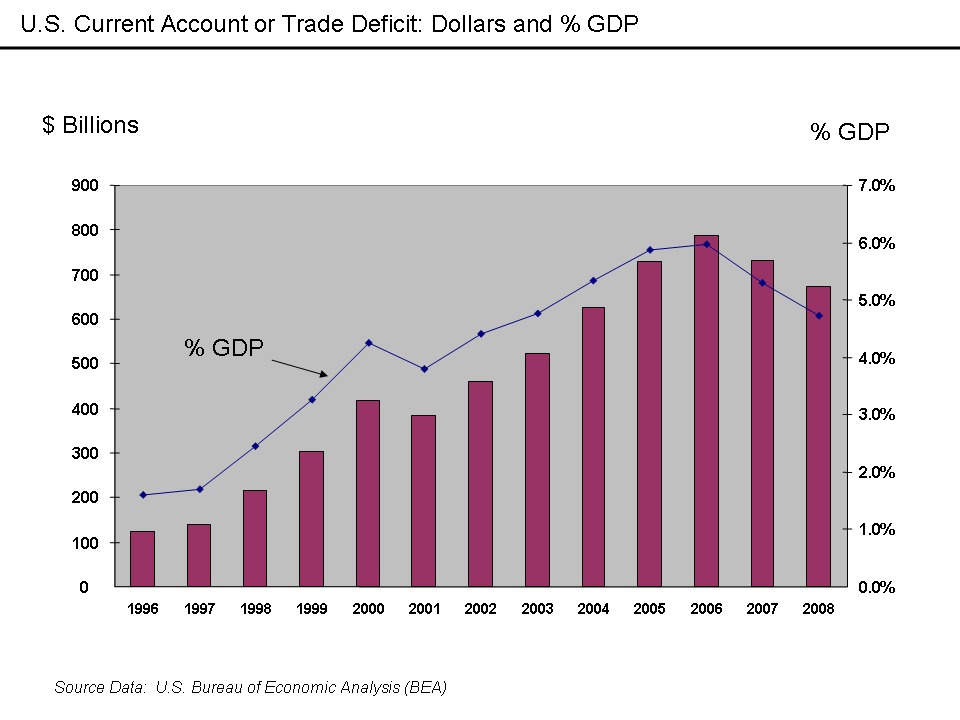
米国経常収支または貿易収支の赤字

2005年、ベン・バーナンキは米国の大規模かつ依然悪化しつつある経常赤字によって予想される結果について言及した。これは米国における貯蓄に対する投資超過、または輸出に対する輸入超過に起因している。1996年から2004年の間に、米国の経常赤字は6,500億ドル増加した。対GDP比で1.5%から5.8%への増大である。米国は主にアジアの発展途上国や産油国などから巨額の国際投資を引き寄せた。国際収支統計の恒等式に基づけば、ある国（例えば米国）の経常収支が赤字なら、資本収支（投資）は同額の黒字になる。国外の投資家にそれだけの資金があったのは、貯蓄率が非常に高いか（例えば中国では40%に達する）、または原油価格が高いからである。バーナンキはこれを「世界的貯蓄過剰」（en:Global saving glut）と呼び、それが米国に資本を「押し込んだ」のではないかと述べたが、他の経済学者の一部は見解を異にしており、米国の高い消費水準によってそうした資本が「引き込まれた」のだとしている。別の言い方をすれば、ある国は収入以上に消費することはできないが、資産を外国人に売却するか、または外国人が望んで融資してくれる場合はその限りでないということだ。逆にある国が国内の設備投資を増やしたいと望むなら、変動為替相場制を採っている場合は輸入をも増やしてバランスを取ることになる。
押し込んだか引き込んだかはさておき、米国の金融市場は資金（資本または流動性）の「洪水」に見舞われた。外国政府は米国債を購入することで資金を提供し、これによって危機の直接的な被害を相当程度回避した。その一方で米国の家計は、外国から借り入れた資金を消費や住宅および金融資産の値を吊り上げるために使った。米国の住宅および金融資産の価値は住宅バブルが破裂したあと劇的に下落した。

### シャドーバンキングシステムのブームと崩壊

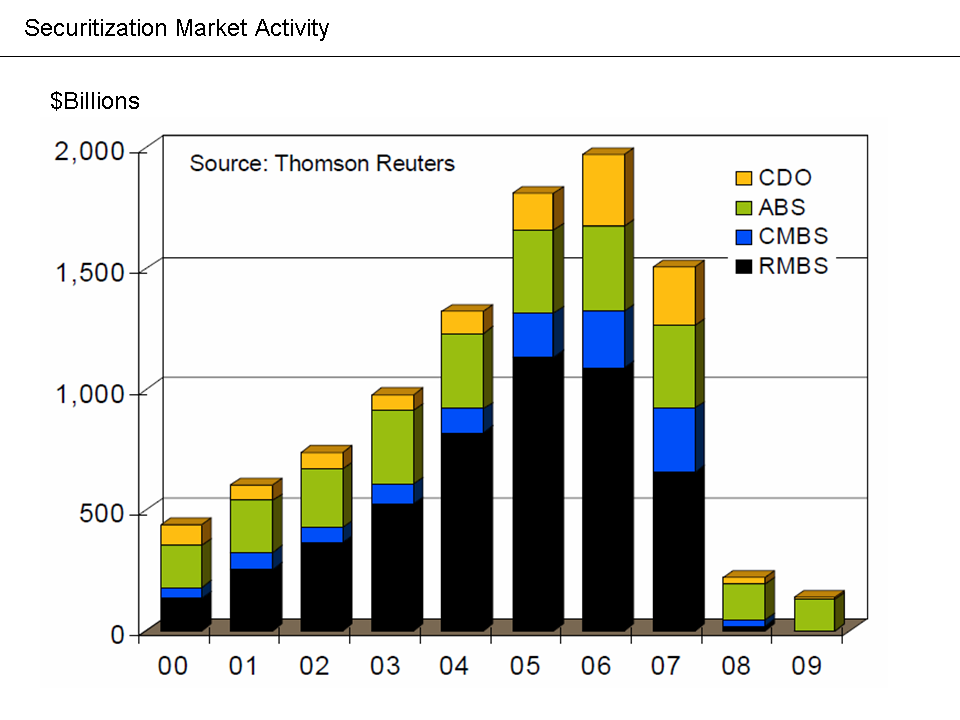
危機を通じて証券化市場は壊滅した

2008年6月の講演の中で、ニューヨーク連邦準備銀行総裁（当時。後に財務長官）のティモシー・ガイトナーは、金融市場の麻痺を「並行」銀行システム、別名シャドーバンキングシステムにて生じた「取り付け騒ぎ」に起因するものとして強く非難した。これらの機関は金融システムを支える金融市場の中で重大な地位を占めるに至ったが、貯蓄銀行のような規制監督下には置かれていない。しかもこれらの機関は脆弱だった。何故ならそれらは流動性市場から短期の資金を調達しては、長期の非流動的かつリスクの高い資産を購入していたからである。このため、金融市場が崩壊すると、それらは忽ち資金不足に見舞われ長期資産を安値で売り払う事態に陥り易い。ガイトナーはこれらの機関の大きさを次のように描写した：「2007年初頭、資産担保型約束手形導管(en:ABCP導管)、投資ビークル(en:SIV)の中身、オークション式優先証券（en:Auction rate security）の中身、償還請求権付入札利率債券（Tender Option Bond、TOB）、および変動金利要求証券（VRDN＝variable-rate demand notes）を合わせた資産総額はおおよそ2兆2千億ドルだった。トライパーティ・レポ取引の翌日物資産は2兆5千億ドルに成長した。ヘッジファンドが保有する資産はおよそ1兆8千億ドルに成長した。当時の五大投資銀行のバランスシート合計額は4兆ドルだった。これに対し、米国における上位5行の銀行持ち株会社が同時点で保有していた資産合計は6兆ドル強に過ぎず、（正規の）銀行システム全体が所有していた資産総額は約10兆ドルだった」。ガイトナーによれば「これらの要素が合わさった結果として出来上がったのは、自己膨張的な資産価格と信用循環に対して脆弱な金融システムだった」。
ノーベル経済学賞受賞者であるポール・クルーグマンは、シャドーバンキングシステムに走ったことが、危機を呼んだ「出来事の核心」であると記した。「シャドーバンキングシステムが重要性において伝統的な金融業に匹敵あるいは凌駕さえするにつれて、政治家および政府官僚は彼らが世界大恐慌を生んだのと同種の金融的な脆弱性を復活させつつあることに気付くべきだった―そして彼らはこれらの新たな機関を制御できるように規制と金融的なセーフティネットを拡充すべきだった。指導者たちが公式に打ち出すべきだったのは単純なルールである：つまり、銀行がやることをやり、危機の中では銀行と同様に救済されねばならないものは、それが何であれ、銀行と同様に規制されるべきなのだ」。彼はこの制御の欠如を「悪質な無視」と呼んだ。
シャドーバンキングシステムに支えられた証券化市場は2007年春に縮小を始め、2008年秋には閉鎖も同然になった。かくして民間信用市場の3分の1超が資金源として利用不能になった。ブルッキングス研究所によれば、伝統的な銀行システムはこの穴を埋めるだけの資本は有していない：「あれだけの融資規模を上積みできるほどの資本を形成するには、何年もの間高い利益が上がり続けなければならないだろう」。この著者たちによれば、ある種の証券化手法は「永遠に失われたと見るのが確からしい、何故なら極めて緩い信用環境が続いたことによる産物だったからだ」。
2010年1月、経済学者のマーク・ザンディ(en)は、金融危機調査委員会(en:FCIC)で次のように証言した：「証券化市場も依然として壊滅状態にある。投資家たちがローンで更なる損失を見込んでいるからだ。投資家たちはまた、来るべき法規および会計基準の変更と規制改革の行方を見定められずにいる。民間における住宅および商業不動産担保証券、資産担保証券、および債務担保証券(CDO)の起債額は2006年の約2兆ドルをピークとし…2009年における民間起債額は1,500億ドルを下回っており、その殆ど全てがFRBのTALFプログラムによるもので、クレジットカード、自動車および小規模事業向け融資事業者を支援するための資産担保債だった。住宅および商業不動産担保証券とCDOの起債は未だに眠ったように動かない」。
2010年3月のエコノミスト紙によれば「ベア・スターンズとリーマン・ブラザーズは翌日物レポ取引(en)の貸し手（その多くは自分が持っていた証券化された担保の品質が分らなくなってしまったMMF）がパニックに陥って起こした静かな取り付け騒ぎによって潰されたノンバンクだった。リーマン破綻後にこれらのファンドが大量の償還を行ったため大企業における短期資金調達が麻痺した」。

## 被害

### アメリカ合衆国の被害

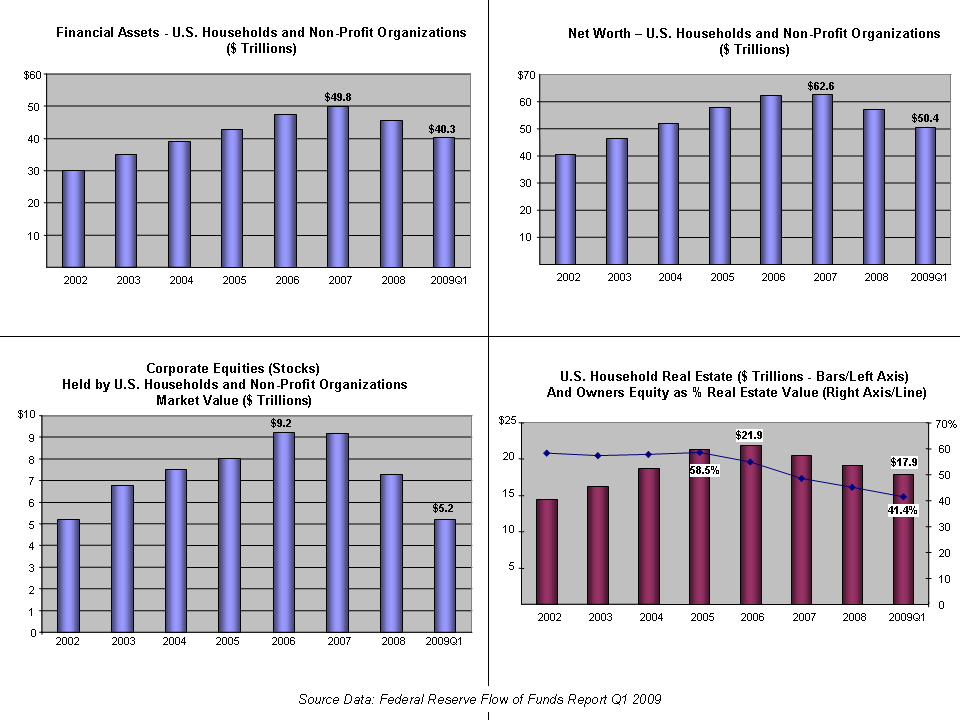
主要な国富指標に見る危機による被害

2007年6月から2008年11月の間に、アメリカ人は純資産の1/4超を失った。2008年11月初めまでに、米国株式の広範な指標であるS&P 500は2007年の最高値から45%下落した。住宅価格は2006年のピークから20%下落し、更に先物市場は30～35%の潜在的な下落を示唆していた。米国の住宅エクイティの合計は2006年に最高額13兆ドルを記録した後、2008年半ばには8兆8千億ドルに落ち込んでおり、更に2008年末になってもまだ下がり続けていた。退職金基金の合計は、アメリカ人の家計資産としては2番目に大きいが、22%目減りし、2006年の10兆3千億ドルから2008年半ばには8兆ドルになった。同時期に、貯蓄と投資資産は（退職金基金とは別に）1.2兆ドルを失い、年金基金は1.3兆ドルを失った。これらを合わせると、損失合計は8兆3千億ドルという唖然とすべき額となる。米国の少数民族は人口比率を上回る比率でサブプライム住宅ローンを受けていたため、結果的に差し押さえの発生比率も高くなっている。

### 金融市場の被害、2007年

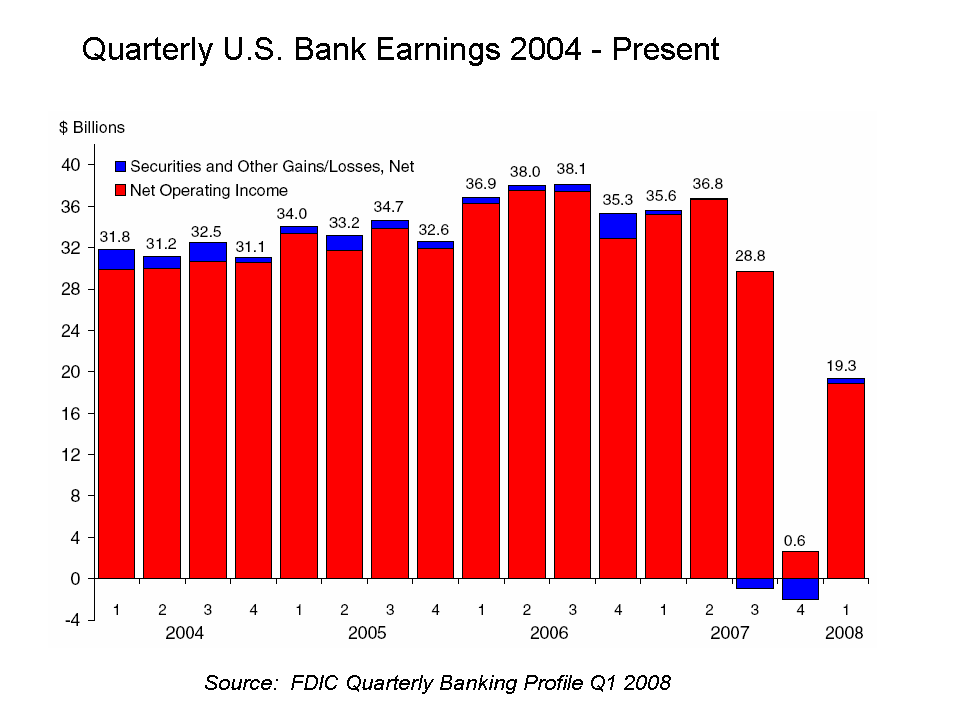
FDICの図表-米国における銀行と貯蓄金融機関の収益性、四半期毎

2007年2月、危機は金融分野にはっきりと影響を及ぼし始めた。同月、世界最大の銀行グループであるHSBCホールディングスが、所有していたサブプライム関連不動産担保証券の評価額を105億ドル切り下げた。これはサブプライム関連で初めて報告された大規模損失だった。2007年中に少なくとも100社の住宅ローン会社が閉鎖、事業停止、または売却の憂き目に逢った。経営陣も無傷では済まされず、2007年後半にはメリルリンチとシティグループの最高経営責任者が互いに一週間と間を空けず相次いで辞任した。危機が深刻化するにつれ、合併したり合併交渉の開始を公表する金融機関が相次いだ。
2007年、この危機は金融市場でパニックを引き起こし、投資家は高リスクな住宅ローン証券や不安定なエクイティから資金を引き上げて「価値の待避所」(stores of value)として商品市場に投入した。金融デリバティブ市場の崩壊に続く商品先物市場における投機によって2007年-2008年の世界食料価格危機と原油価格高騰(en:2000s energy crisis)が発生した。手早い収益を求める投機筋はエクイティや住宅ローン債券から何兆ドルもの資金を引き上げ、そうした資金の一部は食料や原材料に投資された。
住宅ローンの債務不履行と将来的な債務不履行に備えた引当金のために、連邦預金保険公社(FDIC)の保護下にある米国の貯蓄機関8,533行の収益は、2006年第4四半期の352億ドルから1年後には6億4,600万ドルまで98%の減少を見た。2007年第4四半期における銀行と貯蓄金融機関の業績は1990年以来最悪となった。2007年全体では、預金保険のある貯蓄機関の利益は約1,000億ドルだったが、これは2006年の1,450億ドルという記録的な数字から31%減だった。2007年第1四半期の利益は356億ドルだったが、2008年第1四半期の利益は193億ドルであり、46%減だった。

### 金融市場の被害、2008年

en:TED spread（信用リスクの指標）は2008年9月に劇的に増加した。

2008年8月現在、世界中の金融機関が蒙った所有サブプライム関連証券の評価損失計上額は5,010億ドルに達していた。国際通貨基金の推計では、世界の金融機関が蒙る所有サブプライム不動産担保証券の評価損は最終的に1兆5千億ドルに達するだろうという。2008年11月までにこのうち約7,500億ドルが顕在化した。これらの損失は世界的金融システムの資本をごっそり消し飛ばしてしまった。バーゼル協定(en)の調印国に本部を置く銀行は、消費者や企業への融資残高に対して少なからぬパーセントの資本を内部留保しなければならない。従って、上述したような銀行資本の巨額の損失が発生した結果、事業や家計に対する信用供与も落ち込んだ。
2008年9月、リーマン・ブラザーズその他の重要な金融機関が破綻したことで、危機は重大な局面を迎えた。2008年9月15日にリーマン・ブラザーズが破綻した結果、翌16日には最古のMMFであるリザーブ・プライマリ・ファンド(en)が額面割れを起こし、動揺が一気に広がって、17日までの2日間で米国のMMFから1,690億ドルが引き出された。平均的な2日間の引き出し額はそれまで50億ドルだった。短期金融市場は事実上取り付け騒ぎに見舞われた。短期金融市場は銀行（譲渡性預金）と一般企業（コマーシャル・ペーパー）にとって重要な資金調達源だった。銀行間融資のリスクを表す尺度であるen:TED spreadは、リーマン破綻から間も無く4倍に跳ね上がった。この信用麻痺によって世界の金融システムは崩壊の瀬戸際に立たされた。米国連邦準備制度、欧州中央銀行、およびその他各国中央銀行の反応は迅速かつ劇的だった。2008年最後の四半期において、これらの中央銀行は2兆5千億ドルの国債と民間不良資産を銀行から買い取った。これは信用市場に対する流動性注入と金融政策発動の両面で世界史上最大のものだった。また、欧州諸国の政府と米国は主要な銀行の新規発行優先株式1兆5千億ドルを買い取ることで自国の金融システムを資本増強した
。
しかしながら、一部の経済学者によれば、ブラジルや中国のような第三世界諸国の経済は、先進国が蒙ったほどの打撃は受けない。
国際通貨基金(IMF)の推計によれば、米国と欧州の大手銀行が2007年1月から2009年9月に間に不良資産と不良融資から受けた損失は1兆ドルを超えた。これらの損失は2007年から2010年の間に最悪2兆8千億ドルに達すると予想されている。米国銀行の損失は1兆ドルに達すると予想されており、欧州の銀行の損失は1兆6千億ドルに達するだろうという。IMFの推計では、米国銀行は損失の60%を既に計上したが、英国やユーロ圏の銀行はまだ40%しか計上していない。

## 対策
2007年7月頃より、買い手不在のためサブプライム関連証券は値付け不能に陥り、8月にはBNPパリバを初めとする複数の銀行が傘下の投資ファンドからの引き出しを凍結した。このような危機の顕在化を受けて、以来様々な対策が採られてきた。2008年9月には世界金融市場は著しく不安定になり危機に対する認識と注目は高まった。様々な機関や規制当局に政治家も加わって、危機への対処としてより包括的な追加対策を施し始めた。
今日までに、様々な政府機関が何兆ドルもの資金を融資、資産購入、保証、そして直接支出などの形で投入してきた。米国政府がこれまで実施してきた危機関連の財政出動や投資について、CNN - Bailout Scorecardを参照。

### 連邦準備制度と中央銀行
米国の中央銀行である連邦準備制度(FRB)は、世界各国の中央銀行と協力して、危機を打開するために幾つかの対策を打ってきた。連邦準備制度理事会議長のベン・バーナンキは2008年初頭に次のように述べた。「おおまかに言えば、連銀の施策は二つの方向に沿ってきた。市場の流動性と機能性を支えることと、金融政策を通じてマクロ経済目標を追求することである」。FRBがこれまでに実施してきた施策は以下のとおりである。
- フェデラル・ファンド金利の誘導目標を5.25%から2%に引き下げ、ディスカウント金利を5.75%から2.25%に下げた。これは2007年9月18日から2008年4月30日にかけて6回に分けて実施された[193][194]。2008年12月には、FRBはフェデラル・ファンド金利の誘導目標を更に下げて0～0.25%（25ベーシスポイント）とした[195]。
- 各国の中央銀行と共に、銀行の流動性を維持するために公開市場操作を行った。これらは加盟銀行に対する実効上の短期融資であり政府証券を担保としている。各国の中央銀行は加盟銀行への短期融資金利（米国でいうen:discount rate）も引き下げた[196]。
- 様々な融資制度を設けてFRBが銀行とノンバンクに直接融資できるようにした。その際は様々な信用品質を持つ特定の種類の担保を取った。こうした制度の中にはターム物競争入札制度(en:TAF)やターム物資産担保証券貸出制度(en:TALF)がある[197]。
- 2008年11月、FRBは6,000億ドルの資金枠を設けて政府支援機関が所有する不動産担保証券などを買い取り、住宅融資および金融市場全般の条件緩和を図るという計画を発表した[198]。
- 2009年3月、連邦公開市場委員会(FOMC)はFRBによる介入額を更に拡大することを決めた。政府支援機関(GSE)が所有する不動産担保証券を7,500億ドルまで追加購入して同年のこれらの証券の買取高を1兆2,500億ドルに増やすと共に、GSEが抱える債務についても1,000億ドルまで買い増して合計2,000億ドルまで買い取ることとした。更に、民間信用市場の条件改善のため、同委員会は中～長期物の米国国債を2009年中に3,000億ドルまで買い取ることを決めた[199]。

ベン・バーナンキによれば、FRBによる介入拡大はすなわちFRBが電子的に通貨を発行していることを意味し、それが必要なのは「…経済が非常に弱くインフレ率が低いからだ。景気が回復し始めたら、そのときにはこれらの措置を巻き戻し、金利を引き上げ、通貨供給量を絞り、回復がインフレーションを伴わないよう万全を期す必要がある」。

### 景気刺激策
2009年2月13日、ジョージ・W・ブッシュ大統領は1,680億ドルの景気刺激法案に署名した。これは主に所得税の還付小切手を納税者に直接郵送する形を採っていた。小切手の郵送は2008年4月28日の週から始まった。ところが、この還付はガソリンおよび食料価格の予期しない高騰(en:2000s energy crisis)と偶然重なった。このため景気刺激策が所期の効果を発揮したのか、それとも消費者は還付金で単に食料と燃料価格の高騰分を賄うだけで終わったのか、一部の人々の間で疑問が残った。
2009年2月17日、バラク・オバマ大統領は2009年アメリカ復興・再投資法に署名した。これは 7,870億ドルの景気刺激策であり、広範な支出や減税を含む。このうち750億ドルは苦闘する住宅所有者への救済計画に特に割り当てられている。この計画は「住宅所有者の支払余力と安定性支援計画」(en:Homeowners Affordability and Stability Plan)と呼ばれている。

### 銀行の支払い能力と資本の再建

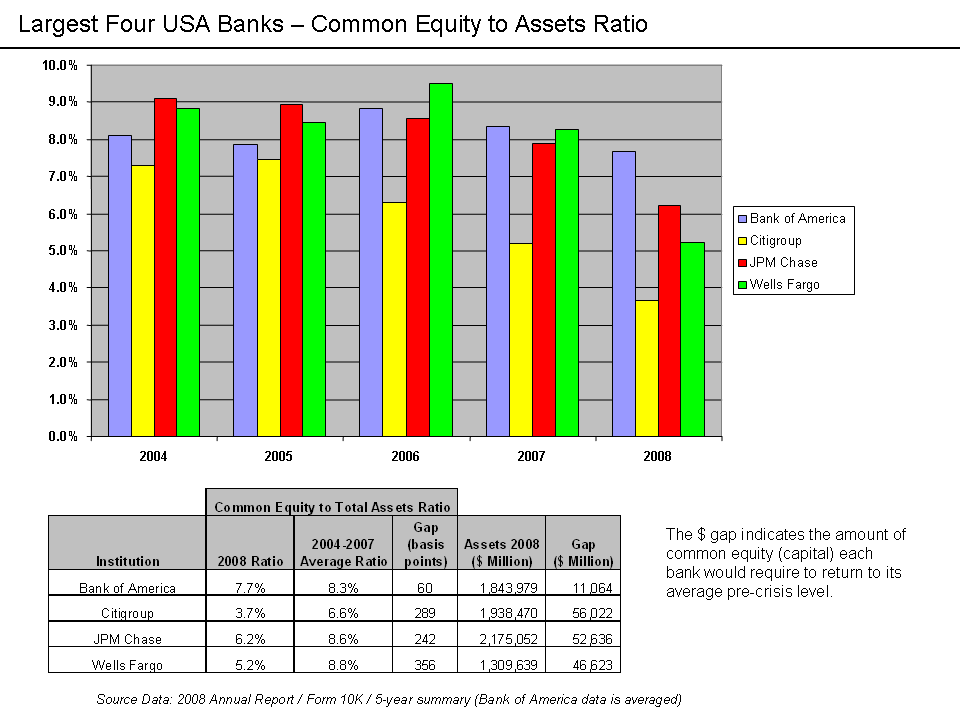
米国の大手銀行で普通株式株主資本(Common Equity)が総資産に占める比率

借入金で購入した不動産担保証券その他の資産が損失を出したことで、金融機関の資本基盤は劇的に弱体化し、多数が支払い不能に陥るかまたは融資余力が落ち込んだ。各国政府は銀行に資金を提供した。一部の銀行は民間部門から追加資本を調達するために思い切った行動を採った。
米国政府は2008年10月に緊急経済安定化法(EESAまたはTARP)を成立させた。この法律には不良資産救済計画(en:TARP)への7,000億ドルの資金拠出が含まれており、これは配当付き優先株と引き換えに銀行へ資金を融資するために使われた。
銀行の資本を再生するもう一つの方法は、政府や民間の投資家が住宅ローン関連資産（すなわち「有毒」資産や「レガシー」資産）との交換で現金を提供して、銀行資本の品質を向上させつつ銀行の金融ポジションの不確実性を減少させることである。2009年3月、財務長官のティモシー・ガイトナーは、レガシー資産や有毒資産を銀行から買い取る計画案を公表した。「en:Public-Private Partnership Investment Program」（「公共＝民間共同投資計画」）は、政府の融資と保証を用いて、民間投資家が銀行からの有毒資産購入に資金提供する後押しをするものである。
危機に関連する米国政府による財政出動と投資の一覧について、CNN - Bailout Scorecard を参照。
2008年12月現在までに米国の銀行に提供されたTARP資金の一覧について、Reuters-TARP Funds を参照。

### 金融機関への資本注入と破綻

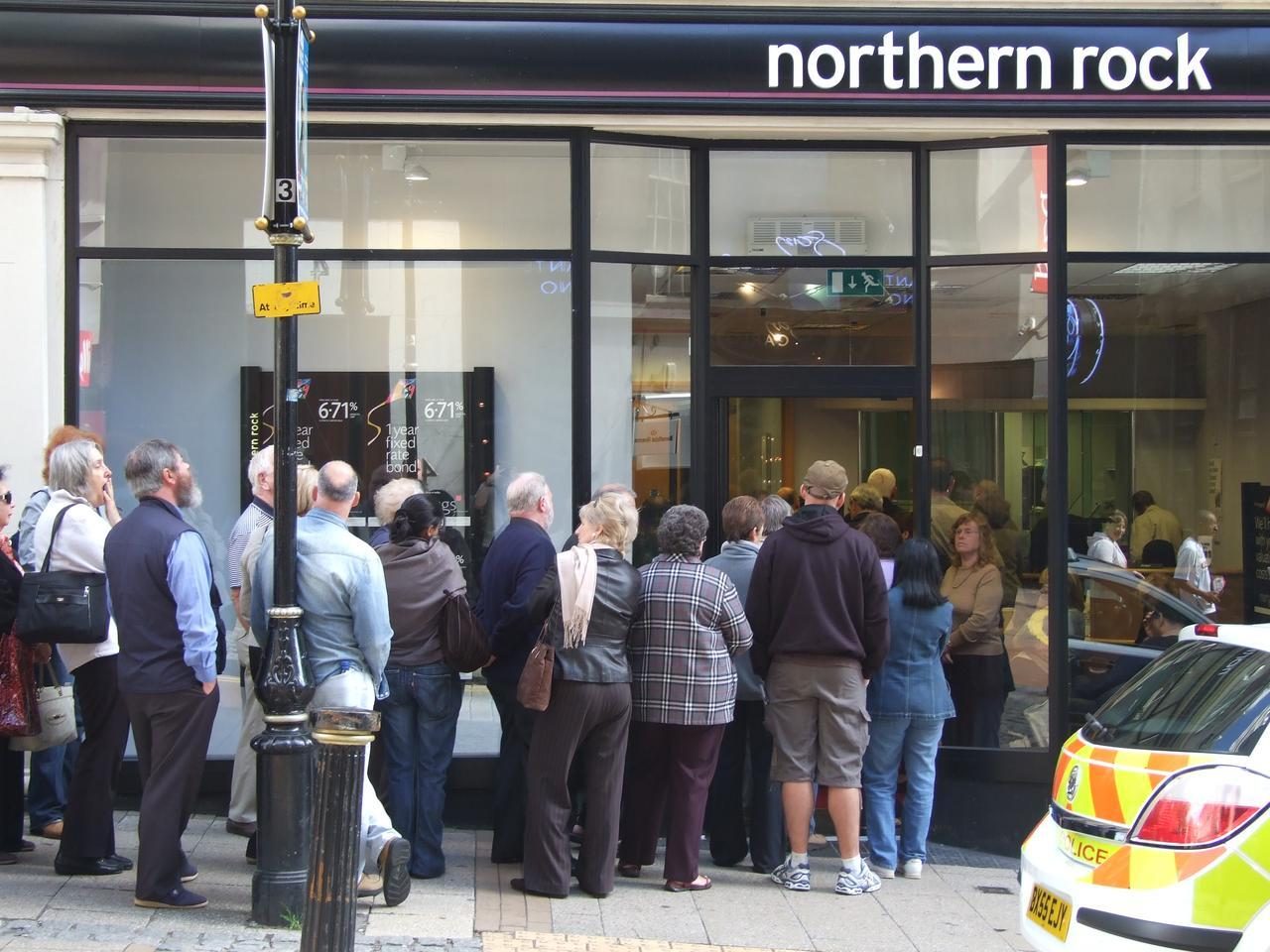
2007年9月15日、イギリスはバーミンガムのノーザン・ロック銀行の支店前で、サブプライム危機により預金を引き出すため並ぶ人々。

危機を通じて幾つかの大手金融機関があるいは破綻し、あるいは政府の資本注入を受け、あるいは（自主的にかまたはやむなく）合併した。個々の事情は様々だったが、一般的に言えば、こうした企業が保有していた不動産担保証券の値崩れによって企業は支払不能、投資家による取付騒ぎに等しい資金引き上げ、または担保不足による信用市場での資金調達不能などに見舞われた。これらの企業は典型的には手持ちの現金やエクイティ資産に比べて多額の資金を借り入れては投資しており、つまり高いレバレッジを用いていたため信用市場の予期せぬ混乱に対して脆弱だった。
米国の5大投資銀行の負債の合計は4兆ドルに達しており、これらは2008年中に破綻するか（リーマン・ブラザーズ）他社に吸収されるか（ベアー・スターンズとメリルリンチ）、または米国政府による資本注入を仰いだ（ゴールドマン・サックスとモルガン・スタンレー）。政府支援機関(GSE)であるファニーメイとフレディマックは2008年9月に管財人の管理下に置かれたが、その時点で5兆ドル近い住宅ローン債務を直接負うかまたは保証しており、資本基盤の弱さは何れも似たようなものだった。規模感を示せば、これらレバレッジ漬けの金融機関7行に集中していた9兆ドルの債務というのは、米国のGDP14兆ドルと比肩し得るし、2008年9月の米国政府の債務残高10兆ドルにも匹敵する。
世界の主要な貯蓄銀行も同じく投資ビークル(en:SIV)のような金融革新を利用して自己資本比率の規制逃れをしていた。世界的な大型破綻の例としては推定870億ポンド（1,500億ドル）のコストを掛けて国有化されたノーザン・ロックなどがある。米国では2008年9月にワシントン・ミューチュアルが貯蓄金融機関監督局(OTS(en))による資産の差押えを受けて破綻した。その他米国では何十もの銀行がTARPによる総額7,000億ドルの資本注入基金から資金を受け取った。
2008年における金融危機の結果、米国では25行の銀行が支払不能に陥りFDICに処理された。2009年8月14日現在までに、更に77行の銀行が支払不能に陥った。この7ヶ月間の記録は1993年全体を通じて破綻した銀行数50行を上回っているが、1992年と1991年および1990年に破綻した金融機関の数よりはかなり少ない。2007年12月に景気後退が始まって以来、米国では600万超の雇用が失われた。
FDICの預金保険基金は被保険者である銀行が支払う保険料から成り立っているが、基金の残高は2009年第1四半期に130億ドルまで減少した。これは1993年9月以来最低の数字である。
一部の論者によれば、資本注入の源流を辿ると、かつてテクノ株バブルが弾けた際に証券市場と経済を支えようと努めたアラン・グリーンスパンまで直接遡ることができるという。なかんづく、2004年2月23日の米抵当銀行協会(en:MBA)に向けた講演で、グリーンスパンは、米国の平均的な借り手に対して変動金利型や利子据え置き型などのローン（エキゾチックローン）を今こそもっと売り込むべきだと提案した。これはグリーンスパンの意向が銀行に融資と負債を拡大させて資産価格を上昇させることにあり、ひいてはそこから損失が生じた場合には連邦準備銀行と米国財務省が面倒を見るだろうということを示唆している。既に2007年3月の段階で、一部の論者は銀行への資本注入額が1兆ドルを超えるだろうと予言していたが、この当時はベン・バーナンキ、アラン・グリーンスパンおよびヘンリー・ポールソンは何れも住宅ローン問題はサブプライム市場のみに「押さえ込めて」おり金融業界への資本注入は必要にならないと述べていた。

### 住宅所有者への支援
貸し手と借り手の双方にとって、差し押さえを防ぐことにはメリットがある。差し押さえは経費と手間の掛かる長い手続きだからである。一部の貸し手は困難に陥った借り手に対してより良い住宅ローン条件（すなわち借り換えやローン条件変更、en:Loss mitigation（米国流の第三者介入による融資条件整理）など）を申し出ている。借り手はまた貸し手に連絡して代替策を相談するよう勧められている。
エコノミスト紙はこの問題を次にように描写した：「住宅の差し押さえが津波のようにアメリカを覆い尽くす中で、金融危機の他の側面は大して話題にもならず霞んでしまった。政府の対策は奏功しておらず、民間の努力も似たようなものだ」。差し押さえを受ける住宅は普通なら年に100万戸だが、2009年から2011年にかけては合計900万戸にも及ぶ恐れがある。シカゴ連邦準備銀行による2006年の調査によれば、差し押さえ1件当りの損失はおよそ5万ドルに相当するので、900万戸の差し押さえは4,500億ドルの損失を意味する。
2007年から2009年にかけて、様々な民間努力や政府の監督または支援を受けた対策が講じられ、住宅所有者に住宅ローンに関する個別支援を提供して、米国を呑み込みつつある差し押さえ危機を緩和しようとした。一例として「ホープ・ナウ連合」(en:Hope Now Alliance)があるが、これはある種のサブプライム層を助けるための米国政府と民間業界による共同事業である。2008年2月の報告によれば、この連合は2007年下半期には信用状況が危ういサブプライム層の借り手545,000人に対して支援を提供した。これは2007年9月現在に存在したサブプライムローン710万件のうち7.7%に当たる。この連合の広報担当者は遥かに大きな努力が必要だと認めた。
2008年終盤、大手銀行とファニーメイおよびフレディマックは、住宅所有者に借り換えに向けて努力する時間を与えるため差し押さえのモラトリアム（延期）を実施した。
批評家たちは個別の住宅ローン条件変更(en:Mortgage modification)には効果がないと論じている。何故なら差し押さえ全体の中で支援を受けられる債務者の数が少なすぎるからで、また支援を受けた住宅所有者の40%が8週間以内に再び滞納に陥っているからである。2008年12月、FDICは、2008年上半期に条件変更を受けた住宅ローンのうち半数以上が再び滞納に陥ったと報告した。理由としては支払い額の減額や住宅ローン債務の減免が多くの場合認められなかったからだという。これは個別のローン条件変更が政策手段として効果がないことの更なる証拠である。
2009年2月、経済学者のヌリエル・ルビーニとマーク・ザンディ(en)は住宅ローンの元本を「一律」20～30%ほど減額することを提唱した。住宅ローン残高を削減すれば、月々の支払い額が下がり、また住宅価値がローン残高を下回っているため意図的に債務不履行を起こす経済的な動機がある推定2,000万人もの住宅所有者を引き止めることにもなる。
ボストン連邦準備銀行が実施したある調査は、銀行がローン条件の変更を渋っていることを示した。2008年を通じて、深刻な滞納状態にある住宅所有者のうち住宅ローンの支払いを減額されたのは僅か3%だった。更に、不動産担保証券を所有して住宅ローン条件変更に対し腹に一言ある投資家たちも特に黙っていた訳ではなく、調査によればローンを管理するのが銀行だろうと投資家だろうと（借り手に対する）支援が実施される割合に違いはなかった。この調査結果を受けて、経済学者のディーン・ベイカー(en)とポール・ウィレン(Paul Willen)は資金を銀行ではなく住宅所有者に直接提供すべきだと提唱した。
ロサンゼルス・タイムズ紙が報じたある調査結果では、住宅ローンを受けた時点で信用スコアが高かった人と低かった人を比べた場合、戦略的債務不履行（いきなり意図的にローン返済を放棄すること）を起こす割合は前者の方が50%も高かった。このような戦略的債務不履行は価格が最も大きく下落した市場に酷く集中している。推計では2008年に発生した戦略的債務不履行は全米で58万8千件に達し、これは2007年の合計に比べて2倍を超えていた。これは2008年第4四半期に発生した60日超の深刻な滞納件数全体の中で18%を占めた。

#### 「住宅所有者の支払余力と安定性支援計画」
節名は英: Homeowners Affordability and Stability Planの独自訳。定訳不明。訳例としては「住宅市場安定化計画」「持家所有者アフォーダビリティおよび安定化計画」などがある。
2009年2月18日、米国のバラク・オバマ大統領は900万に上る住宅所有者を差し押さえから救うために730億ドルの支援計画を発表した。これは更にファニーメイとフレディマックに対して住宅ローンの購入と借り換えを促すための2,000億ドルの資金援助によって補完されている。この計画の主な財源はEESAの7,000億ドルから成る緊急資本注入用基金である。これは費用分担とインセンティブを通じて貸し手が住宅所有者に求めるローンの弁済金額を住宅所有者の月収の31%以内にさせようというものである。この計画の下では、貸し手にまず月々の弁済額を借り手側月収の38%以内とする責任が生じ、そこから先は政府が費用分担して最終的に31%以下とすることを期す形を採る。この計画の中には借り手のローン残高の一部を棒引きすることも含まれる。住宅ローンの提供企業はローンの条件を変更し住宅所有者の債務不履行を回避させることに対してインセンティブを受ける。

## 規制案と長期的解決策
バラク・オバマ大統領と主な指導者らは2009年6月に一連の規制案を提唱した。これらの提案が取り扱うのは消費者保護、幹部報酬、銀行の財務的緩衝策または資本要件、シャドーバンキングシステムとデリバティブへの規制強化、そしてシステミックに重要な金融機関を安全かつ段階的に縮小できるよう連邦準備制度の権限を強化すること、などである。
現在の危機を縮小させ、かつ、再発を防ぐために、経済学者、政治家、ジャーナリスト、実業界の指導者らが様々な規制変更を提案してきた。しかしながら2009年6月現在これらの多くはまだ実行に移されていない。以下に一覧を示す。
- ベン・バーナンキ：投資銀行やヘッジファンドのようなシャドーバンキングシステムに属する機関が経営難に陥ったときにこれを閉鎖するための決定手順を確立せよ[246]。
- ジョセフ・E・スティグリッツ：金融機関が利用可能なレバレッジを制限せよ。幹部社員に対する報酬をもっと長期的な業績と連動させるよう義務付けよ[18]。1933年のグラス＝スティーガル法で導入され1999年のグラム＝リーチ＝ブライリー法(en)で廃止された商業（貯蓄）銀行と投資銀行の分離規定を復活させよ[123]。
- サイモン・ジョンソン（en)：システミック・リスク(en)を限定するために「大き過ぎて潰せない」ような企業を解体せよ[247]。
- ポール・クルーグマン：「銀行のように振舞う」企業は銀行と同様に規制せよ[169]。
- アラン・グリーンスパン：銀行はもっと強力な資本的緩衝力を持つべきで、そのために漸増的な資本要件があるべきだ（すなわち銀行の規模が増すにつれ自己資本比率要件を上げる）。これによって「彼らは大きくなり過ぎて競争力を失うことを躊躇うようになる」[248]。
- ウォーレン・バフェット：住宅ローンについて最低10%の頭金と所得証明を義務付けよ[249]。
- エリック・ディナーロ(en)：金融活動を行ういかなる金融機関についても資本要件を設けよ。信用デリバティブを規制し十分な資本力を伴う取引だけを許容してカウンターパーティー・リスクを限定せよ[212]。
- ラグラム・ラジャン(en)：金融機関に対して十分な「不測時用資本」を維持する（すなわち景気拡大期には政府に対して保険プレミアムを支払い、後退期には支払いを受ける）ことを義務付けよ[250]。
- マイケル・スペンスとゴードン・ブラウン：システミック・リスクを検知出来るよう早期警戒システムを確立せよ[251]。
- ニーアル・ファーガソンとジェフリー・サックス：税金を用いて資本注入を行う前に、債権者と取引相手企業に対し債権額のヘアカット（割引(en)）を強制せよ[252][253]。
- ヌーリエル・ルービニ(en)：支払い不能に陥った銀行は国有化せよ[254]。金融システム全体の債務水準を債務とエクイティのスワップ設定により引き下げよ。将来的に住宅価格が上昇した場合に貸し手が取り分を得られるようにすることで、住宅ローン残高を削減し住宅所有者を助けよ[255]。
- ポール・マッカリー(en)は「循環相殺的(counter-cyclical)な規制政策を導入してヒトの経済行動を中和せよ」と提唱した。彼は経済学者ハイマン・ミンスキーの業績を引用したが、ミンスキーによればヒトの行動は親循環的(pro-cyclical)であり、つまりバブルの成長や破裂を何れも増幅する性質があるという。言い換えれば、ヒトは価値(value)に投資するのではなく場の勢い(momentum)に投資するのである。循環相殺的な政策としては、例えば景気拡大期には資本要件を増大させ、後退期には減少させることなどが考えられるだろう[256]。

2009年10月29日、米国財務長官のティモシー・ガイトナーは米国議会を前に証言した。その中には、効果的な改革のために彼が最重要とする5つの要素が含まれていた。
1. FDICによる銀行解体メカニズムを拡張してノンバンク（シャドーバンキングシステム）をも扱えるようにする。
2. 企業が秩序を保ちつつ破綻できる仕組みを確立し、「救済される」という事態は排除する。
3. 納税者がいかなる損失をも被らないよう保障する。このために損失はその企業への投資家に回し、また最大手金融機関の拠出による資金プールを設立し受け皿とする。
4. この解体過程においてはFDICおよび連邦準備銀行との間で然るべき検査や預金残高の維持を求めることとする。
5. 金融企業と関連する規制当局に対し、資本および流動性についてもっと強力なポジションを取るよう義務付ける[257]。

2009年12月に米国下院が法案を通過させたのに続き、2010年5月には上院も規制改革法案を通した。これらの法案はこれから一本化しなければならない。ニューヨーク・タイムズ紙はこれら2つの法案について比較表を作ったが、これはガイトナー長官が列挙した諸原則について様々な度合いで対処している。

### 法的捜査、司法その他の対応
危機の結果、大規模な法的強制執行と訴訟が起きている。FBIは住宅ローン融資会社であるファニーメイとフレディマック、リーマン・ブラザーズ、および保険会社であるAIGその他を詐欺を働いた可能性で捜査した。（ニューヨーク州法務長官のアンドリュー・クオモは、ロングアイランドに本拠を置く大手ローン変更会社であるAmerimodを詐欺の疑いで告訴し、他にも類似企業14社に対して召喚状を発行した。FBIはまた住宅ローン関連犯罪を担当する捜査員を増員し、取り扱い件数は劇的に増加している。2008年3月、FBIはCountrywide社(en)に対し詐欺的な融資行為と証券詐欺の疑いで捜査を始めた。
サブプライム危機に関連し2007年を通じて300件を超える民事訴訟が連邦裁判所に提訴された。州裁判所における訴訟件数は集計されていないが、やはり多数に上るものと信じられている。

## 影響
推定被害額は膨らみ続けている。2008年4月、IMFは金融危機による世界的な損失額は1兆ドル近くに上ると推計した。一年後、IMFは世界全体で銀行その他の金融機関が蒙る累計被害額は4兆ドルを超えるだろうと推計した。これは一人当り2万米ドルの被害を2億人が蒙るに等しい。
フランシス・フクヤマは、この危機は規制緩和、小さな政府、低税率などを特徴としたレーガン主義(en)が金融分野で終わりを迎えたことを意味すると論じている。危機の結果として金融分野では大幅な規制変更が来るものと予期されている。
ファリード・ザカリアは危機によって米国人と米国政府が分相応の暮らしに甘んじるよう強いられるかも知れないと信じている。更に、最良の頭脳のいくらかは金融工学からもっと価値のある事業分野、または科学や技術部門に再配置されるかも知れない。
ロジャー・アルトマン(en)は次にように書いた。「2008年の破滅は米国の金融システム、経済、および国際的な地位を深刻に傷付けた。この危機は重大な地政学的打撃である…この危機はそれでなくとも世界の焦点を米国から移しつつあった歴史的な流れと時期を同じくしてやってきた。中期的に見れば、米国は今よりも小さな世界的基盤の上に拠って立つことになり、この間他国、取り分け中国はより急速に上昇する機会を得るだろう」。
ゼネラル・エレクトリック社CEOのジェフリー・イメルトは、米国の貿易赤字と財政赤字は持続不可能だと論じている。米国は革新的な製品や製造労働者の訓練、そしてビジネス上の指導力を通じて競争力を回復せねばならない。彼はエネルギーの安全保障または独立性維持、特定科学、製造業の雇用拡大、そして純輸出国となること、などに関連した国家目標群を提唱している。「世界はリセットされた。今や我々は未来を勝ち取るために積極的なアメリカ刷新を導かねばならない」。彼によれば、最も重要なのは技術と製造業に注力する必要性である。「大勢の人々が、米国は技術中心の輸出型工業国から、サービス主導の消費中心経済に移行できるという考え方を買い進めた」と彼は述べた。「この考え方は全く誤っていた」。
2009年、経済学者のポール・クルーグマンは次のように書いた。「素晴らしい利益が出るが賃金はさほどでもない、という数年前までの繁栄は、巨大な住宅バブルに依存しており、これはその前に存在した巨大な株式バブルに取って代わったものだった。そして住宅バブルは戻って来ないので、危機以前に経済を支えた消費もまた戻って来はしない」。ニーアル・ファーガソンによれば、住宅エクイティから引き出されていた効果を除くと、ブッシュ政権時代の米国の成長率は1%だったという。マイクロソフト社CEOのスティーブ・バルマーは、これは単なる景気後退ではなく経済の根本的なリセットであり、不況以前の水準まで急速に回復することは望めないと論じている。
世界的金融システムを支える中で、米国連邦政府は大規模な財政出動を繰り返し、2008年11月現在その合計は7兆ドルに達した。これらの出動は直接的な支出というよりも寧ろ投資、融資、融資保証などの形を取っている点に特徴がある。多くの場合、政府は手形、不動産担保証券、またはその他の資産担保証券などの金融資産を買い入れて、麻痺した市場の流動性を向上させようとした。危機が深まるにつれて、FRBは融資の担保として高リスク資産をも受け入れるようになった。
エコノミスト紙は次のように書いた。「自国の銀行にひと財産注入したお陰で、西側諸国の政府はそれらの負債の利子を払うために税率引き上げという対価を払わねばならない。財政赤字の他に貿易赤字もあるような国々（例えばイギリスやアメリカ）の場合は、それらの税率引き上げは国外の出資者の主張に合うものでなければなるまい。そのような緊縮財政の政治的影響を考えれば、人知れず実質的な債務不履行を選ぼうという誘惑が生じる。つまり自国の通貨価値を下落するに任せるのである。投資家たちはますますこの危険に晒されつつある…」。
トーマス・フリードマンが2010年5月に書いたところでは、技術と金融の革新は我々を世界の中でより相互依存的にしたが、倫理と価値は維持されなかった。彼は、我々の相互依存性を反映した「持続可能な価値」(sustainable values)を以て、大勢の他者の出費の上に立って独りよがりな利益を最適化する「場当たり的な価値」(situational values)を置換すべき、という作家ドヴ・シードマン(Dov Seidman)の考えを支持した。
この危機は1986年から2006年1月の間FRBの議長を務めたアラン・グリーンスパンの遺産に対して疑問を投げかけた。上院議員のクリス・ドッド(en)は、グリーンスパンは「完璧な嵐」を生み出したと主張した。この危機についてコメントを求められた折、グリーンスパンは次のように述べた。
現在の信用危機が終わるのは、新築住宅の過剰在庫の大部分が流動化され、住宅価格の縮小が終わるときだ。それによって全ての住宅ローンのバッファとして働く住宅エクイティについて、現状の不確かな価値が安定するだろう。だが最も重要なのは、それによって住宅不動産担保証券に対する担保の価値が安定することだ。危機の結果として、疑いようもなく、巨額の損失が生じるだろう。それでも長い調整期間の果てに、米国経済ひいては世界経済も、元の仕事に戻れるようになるだろう。

## テレビ番組
- 日経スペシャル ガイアの夜明け マネー動乱 ～サブプライムショックの真相～（2007年10月9日、テレビ東京）[279] - リスクが世界に拡散されたカラクリを取材。